# Seznam kamenů zmizelých v Pardubickém kraji

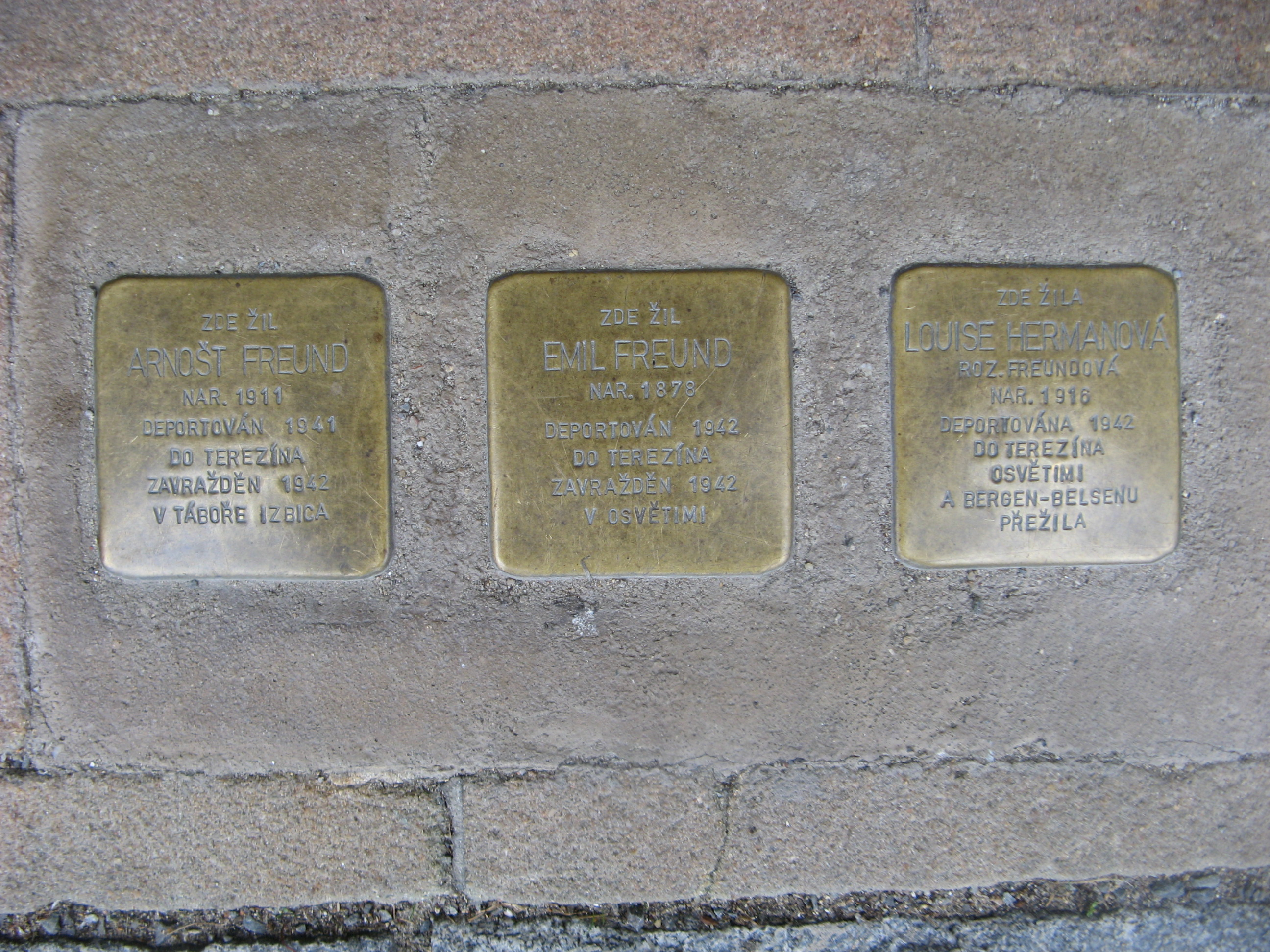
Kameny zmizelých ve Svitavách

Seznam kamenů zmizelých v Pardubickém kraji obsahuje tzv. kameny zmizelých – respektive alternativně Stolpersteine – na území Pardubického kraje. Kameny zmizelých připomínají osud těch lidí, kteří byli nacisty deportováni, vyhnáni, zavražděni nebo dohnáni k sebevraždě.

## Data pokládání kamenů
- České Libchavy: 22. října 2023
- Borová: 7. září 2018.
- Holice: 16. července 2021, 22. září 2022, 8. září 2023 (za účasti G. Demniga) a 17. září 2024.[1][2][3][4]
- Chrudim: 20. září 2017[5], 15. srpna 2018, 9. září 2019, 1. září 2020, 13. září 2021, 14. července 2022, 6. září 2023, 14. října 2024
- Luže: 31. srpna 2020[6], 17. července 2022
- Miřetice: 13. září 2021[7]
- Pardubice: 1. září 2020[6]
- Polička: 8. března 2022, 16. března 2023, 7. března 2024[8][9][10]
- Proseč: 31. srpna 2020, 12. září 2021, 15. července 2022, 30. dubna 2024
- Slatiňany: 15. srpen 2018, 10. září 2019
- Svitavy: 25. dubna 2013[11], 15. září 2014 (za účasti G. Demniga)[12][13]
- Ústí nad Orlicí: 2. prosince 2024[14]
- Vysoké Mýto: 6. září 2019, září roku 2020, 2021, 2022, a 2023.[15][16][17]

## České Libchavy
| Obrázek | Nápis | Bydliště                                               | Odhalení       | Jméno, život      |
| ------- | --- | ------------------------------------------------------ | -------------- | ----------------- |
|         | ZDE ŽIL ARTUR ELBOGEN NAR. 15.8.1884 DEPORTOVÁN 17.12.1942 DO TEREZÍNA 1943 DO OSVĚTIMI, ZAVRAŽDEN V OSVĚTIMI 7.3.1944        | České Libchavy čp. 118 50°1′53″ s. š., 16°22′19″ v. d. | 22. října 2023 | Artur Elbogen     |
|         | ZDE ŽIL FRANTIŠEK POLLAK NAR. 21.8.1920 DEPORTOVÁN DO TEREZÍNA ZAVRAŽDĚN 1945 NEZNÁME MÍSTO                                   | České Libchavy čp. 118                                 | 22. října 2023 | František Pollak  |
|         | ZDE ŽILA KAMILA ELBOGENOVÁ NAR. 13.8.1881 DEPORTOVANÁ 17.12.1942 DO TEREZÍNA 1943 do OSVĚTIMI, ZAVRAŽDĚNA V OSVĚTIMI 7.3.1944 | České Libchavy čp. 118                                 | 22. října 2023 | Kamila Elbogenová |

## Borová
| Obrázek | Nápis | Bydliště                                       | Odhalení     | Jméno, život |
| ------- | --- | ---------------------------------------------- | ------------ | --- |
|         | ZDE ŽIL GUSTAV PAM NAR. 3.6.1876 DEPORTOVÁN 5.12.1942 DO TEREZÍNA ZAVRAŽDĚN 15.12.1943 V OSVĚTIMI                     | Borová čp. 196 49°44′42″ s. š., 16°9′30″ v. d. | 7. září 2018 | Gustav Pam se narodil 3. června 1876 v Lačnově. V roce 1903 se oženil s Olgou Freundovou. Měli společně čtyři děti, dceru Martu a syny Ludvíka, Josefa a Richarda. V Borové provozoval obchod se smíšeným zbožím. |
|         | ZDE ŽILA OLGA PAMOVÁ ROZ. FREUNDOVÁ NAR. 14.1.1880 DEPORTOVÁNA 5.12.1942 DO TEREZÍNA ZAVRAŽDĚNA 16.1.1943 V TEREZÍNĚ  | Borová čp. 196 49°44′42″ s. š., 16°9′30″ v. d. | 7. září 2018 | Olga Pamová |
|         | ZDE ŽIL LUDVÍK PAM NAR. 22.6.1906 DEPORTOVÁN 5.12.1942 DO TEREZÍNA ZAVRAŽDĚN 5.3.1943 V OSVĚTIMI                      | Borová čp. 196 49°44′42″ s. š., 16°9′30″ v. d. | 7. září 2018 | Ludvík Pam |
|         | ZDE ŽILA KAMILA PAMOVÁ ROZ. KOHNOVÁ NAR. 12.8.1910 DEPORTOVÁNA 5.12.1942 DO TEREZÍNA ZAVRAŽDĚNA 23.1.1943 V OSVĚTIMI  | Borová čp. 196 49°44′42″ s. š., 16°9′30″ v. d. | 7. září 2018 | Kamila Pamová se narodila 12. srpna 1910 v Sobědruzích (dnešní část Teplic). V roce 1941 se vdala za Ludvíka Pama a společně žili v Borové.                                                                       |
|         | ZDE ŽIL JOSEF PAM NAR. 21.2.1910 DEPORTOVÁN DO TEREZÍNA ZAVRAŽDĚN 6.3.1942 V OSVĚTIMI                                 | Borová čp. 196 49°44′42″ s. š., 16°9′30″ v. d. | 7. září 2018 | Josef Pam |
|         | ZDE ŽILA MARTA VIELGUTOVÁ ROZ. PAMOVÁ NAR. 2.5.1904 DEPORTOVÁNA 5.12.1942 DO TEREZÍNA ZAVRAŽDĚNA 23.1.1943 V OSVĚTIMI | Borová čp. 196 49°44′42″ s. š., 16°9′30″ v. d. | 7. září 2018 | Marta Vielgutová |
|         | ZDE ŽIL RICHARD PAM NAR. 23.7.1915 DEPORTOVÁN 5.12.1942 DO TEREZÍNA ZAVRAŽDĚN 14.2.1943 V OSVĚTIMI                    | Borová čp. 196 49°44′42″ s. š., 16°9′30″ v. d. | 7. září 2018 | Richard Pam |

## Holice
| Obrázek | Nápis | Bydliště                                              | Odhalení          | Jméno, život |
| ------- | --- | ----------------------------------------------------- | ----------------- | --- |
|         | ZDE ŽIL ARNOLD NEUMANN NAR. 1888 DEPORTOVÁN 1942 DO TEREZÍNA ZAVRAŽDĚN 1944 V OSVĚTIMI                          | Holubova čp. 41 (dům dnes již nestojí)                | 16. července 2021 | Arnold Neumann se narodil 2. března 1888 v Rakovníku. Své dětství popsal v deníku nazvaném Naše kniha, zachráněném u Vlasty Kačerové, jediné nežidovské příbuzné rodiny Neumannových v Holicích. S Irenou Kačerovou byli oddáni 27. října 1928 v Pardubicích. S manželkou byli členy pěveckého a hudebního kroužku Hlahol, herci ochotnického divadla a byli též Sokolové. Arnold vlastnil papírnictví a knihkupectví. Ve školním roce 1941/42 provozoval ilegálním vyučování pro židovské děti ve svém domě. V Terezíně pracoval jako vychovatel v chlapeckém domově. |
|         | ZDE ŽILA MARIE NEUMANNOVÁ ROZ. KAČEROVÁ NAR. 1896 DEPORTOVÁNA 1942 DO TEREZÍNA ZAVRAŽDĚNA 1944 V OSVĚTIMI       | Holubova čp. 41 (dům dnes již nestojí)                | 16. července 2021 | Irena Neumannová rozená Kačerová se narodila 25. srpna 1896 a byla manželka Arnolda Neumanna. Byli oddáni 27. října 1928 v Pardubicích. Společně s manželem byli členy pěveckého a hudebního kroužku Hlahol, herci ochotnického divadla a byli též Sokolové. Měli dceru Hanu. V Terezíně pracovala v lékárně. |
|         | ZDE ŽILA HANA NEUMANNOVÁ NAR. 1930 DEPORTOVÁNA 1942 DO TEREZÍNA 1944 DO OSVĚTIMI 1945 DO MAUTHAUSENU OSVOBOZENA | Holubova čp. 41 (dům dnes již nestojí)                | 22. září 2022     | Hana Sternlicht rozená Neumannová se narodila 10. února 1930 v Praze. Žila s rodiči Arnoldem a Irenou Neumannovými v Holicích. V prosinci 1942 byla s rodiči deportována do Terezína, v roce 1944 s maminkou do Osvětimi. Brzy poté byla vybrána na práci v továrně na letecké součástky v táboře Freiberg v Sasku. Odtud byla evakuována do koncentračního tábora Mauthausem, kde se dočkala osvobození. |
|         | ZDE ŽIL OSKAR FRIED NAR. 12. 5. 1894 DEPORTOVÁN DO OSVĚTIMI ZAVRAŽDĚN                                           | Jiráskova čp. 618 50°4′17″ s. š., 15°59′32″ v. d.     | 22. září 2022     | Oskar Fried byl úředník a správce židovských matrik v Holicích. |
|         | ZDE ŽILA MARIE FRIEDOVÁ NAR. 14. 1. 1898 DEPORTOVÁNA DO OSVĚTIMI ZAVRAŽDĚNA                                     | Jiráskova čp. 618 50°4′17″ s. š., 15°59′32″ v. d.     | 22. září 2022     | Marie Friedová |
|         | ZDE ŽIL EVŽEN FRIED NAR. 29. 2. 1924 DEPORTOVÁN DO OSVĚTIMI ZAVRAŽDĚN                                           | Jiráskova čp. 618 50°4′17″ s. š., 15°59′32″ v. d.     | 22. září 2022     | Evžen Fried |
|         | ZDE ŽIL RUDOLF FRIED NAR. 16. 1. 1928 DEPORTOVÁN DO OSVĚTIMI ZAVRAŽDĚN                                          | Jiráskova čp. 618 50°4′17″ s. š., 15°59′32″ v. d.     | 22. září 2022     | Rudolf Fried po omezení přístupu židovských dětí do škol navštěvovala ilegální vyučování u rodiny Neumannových. |
|         | ZDE ŽIL JIŘÍ FRIED NAR. 31. 1. 1929 DEPORTOVÁN DO OSVĚTIMI ZAVRAŽDĚN                                            | Jiráskova čp. 618 50°4′17″ s. š., 15°59′32″ v. d.     | 22. září 2022     | Jiří Fried po omezení přístupu židovských dětí do škol navštěvovala ilegální vyučování u rodiny Neumannových. |
|         | ZDE ŽILA ETHEL FREIOVÁ ROZ. MEISELSOVÁ NAR. 1909 DEPORTOVÁNA 1942 DO TEREZÍNA ZAVRAŽDĚN 1944 V OSVĚTIMI         | Pardubická čp. 481 50°3′59″ s. š., 15°59′5″ v. d.     | 22. září 2022     | Ethel Freiová rozená Meiselsová se narodila 16. února 1902. Byla manželkou Davida Freie, s nímž měla dcery Kateřinu a Gabrielu. |
|         | ZDE ŽIL DAVID FREI NAR. 1898 DEPORTOVÁN 1942 DO TEREZÍNA ZAVRAŽDĚN 1944 V OSVĚTIMI                              | Pardubická čp. 481 50°3′59″ s. š., 15°59′5″ v. d.     | 22. září 2022     | David Frei se narodil 22. června 1898. Pracoval v Prešově v obuvnické továrně. V roce 1934 se s manželkou Ethel a dcerami Kateřinou a Gabrielou přestěhovali do Holic. Byl majitelem obchodu s obuví. |
|         | ZDE ŽILA KATEŘINA FREIOVÁ NAR. 1929 DEPORTOVÁNA 1942 DO TEREZÍNA ZAVRAŽDĚN 1944 V OSVĚTIMI                      | Pardubická čp. 481 50°3′59″ s. š., 15°59′5″ v. d.     | 22. září 2022     | Kateřina Freiová se narodila 28. srpna 1929 v Prešově. Po omezení přístupu židovských dětí do škol navštěvovala ilegální vyučování u rodiny Neumannových. |
|         | ZDE ŽILA GABRIELA FREIOVÁ NAR. 1933 DEPORTOVÁNA 1942 DO TEREZÍNA ZAVRAŽDĚNA 1944 V OSVĚTIMI                     | Pardubická čp. 481 50°3′59″ s. š., 15°59′5″ v. d.     | 22. září 2022     | Gabriela Freiová se narodila 1. ledna 1933 v Prešově. Po omezení přístupu židovských dětí do škol navštěvovala ilegální vyučování u rodiny Neumannových. Gabriela ráda kreslila, 25 jejích obrázků z terezínského ghetta je uloženo v Židovském muzeu v Praze. |
|         | ZDE ŽIL RUDOLF SEINER NAR. 1886 DEPORTOVÁN 1942 DO TEREZÍNA ZAVRAŽDĚN V OSVĚTIMI                                | Zborovská čp. 590 50°4′16″ s. š., 15°58′45″ v. d.     | 8. září 2023      | Rudolf Seiner se narodil 28. května 1886. Byl druhorozeným synem Bedřicha a Augusty Seinerových, kteří měli ve Starých Holicích obchod a hospodu. Společně s manželkou Olgou a dětmi Karlem a Helenou žili v Blšanech, kde měli obchod se střižním zbožím. V důsledku odstoupení pohraničí se přestěhovali k Rudolfově rodině do Holic. |
|         | ZDE ŽILA OLGA SEINEROVÁ ROZ. RUSSOVÁ NAR. 1893 DEPORTOVÁNA 1943 DO TEREZÍNA ZAVRAŽDĚNA 1943 V OSVĚTIMI          | Zborovská čp. 590 50°4′16″ s. š., 15°58′45″ v. d.     | 8. září 2023      | Olga Seinerová se narodila 5. března 1893. |
|         | ZDE ŽIL KAREL SEINER NAR. 1922 DEPORTOVÁN 1942 DO TEREZÍNA ZAVRAŽDĚN 1943 V OSVĚTIMI                            | Zborovská čp. 590 50°4′16″ s. š., 15°58′45″ v. d.     | 8. září 2023      | Karel Seiner se narodil 4. července 1922 v Blšanech. |
|         | ZDE ŽILA HELENA SEINEROVÁ NAR. 1924 DEPORTOVÁNA 1942 DO TEREZÍNA ZAVRAŽDĚNA 1943 V OSVĚTIMI                     | Zborovská čp. 590 50°4′16″ s. š., 15°58′45″ v. d.     | 8. září 2023      | Helena Seinerová se narodila 9. dubna 1924 v Blšanech. |
|         | ZDE ŽIL LUDVÍK WEINSTEIN NAR. 1877 DEPORTOVÁN 1943 DO TEREZÍNA ZAVRAŽDĚN V OSVĚTIMI                             | nám. T. G. Masaryka 27 50°4′1″ s. š., 15°59′15″ v. d. | 8. září 2023      | Ludvík Weinstein se narodil 18. srpna 1877 v Petrovicích. V Holicích měl továrnu na krabice a papírové zboží. S první manželkou Ellou, rozenou Aronovou měl syna Zdeňka a dceru Lily. Ella v roce 1916 zemřela a Ludvík se oženil s vdovou Idou Popperovou, rozenou Blochovou. S druhou manželkou byli kvůli účasti syna Zdeňka v zahraničním odboji internováni ve Svatobořicích, kde Ida zemřela. |
|         | ZDE ŽILA IDA WEINSTEINOVÁ ROZ. BLOCHOVÁ NAR. 1880 ???                                                           | nám. T. G. Masaryka 27 50°4′1″ s. š., 15°59′15″ v. d. | 8. září 2023      | Ida Weinsteinová se narodila 4. ledna 1880 v Kynšperku nad Ohří. Zahynula 26. 10 1942 ve Svatobořicích u Kyjova. |
|         | ZDE ŽIL ZDENĚK WEINSTEIN NAR. 1908 UPRCHL 1939 DO FRANCIE 1940 DO VELKÉ BRITÁNIE                                | nám. T. G. Masaryka 27 50°4′1″ s. š., 15°59′15″ v. d. | 8. září 2023      | Zdeněk Weinstein se narodil v roce 1908 v Holicích. Byla synem Ludvíka Weinsteina a jeho první manželky Elly rozené Aronové. Po okupaci odešel Zdeněk do Francie a poté do Velké Británie, kde sloužil u československých jednotek. Jeho otec a nevlastní matka byli v tzv. Akci E internováni do tábora ve Svatobořicích. |
|         | ZDE ŽILA FRANTIŠKA GLASEROVÁ NAR. 1884 DEPORTOVÁNA 1942 DO TEREZÍNA ZAVRAŽDĚNA V OSVĚTIMI                       | Palackého čp. 232 50°4′6″ s. š., 15°59′20″ v. d.      | 8. září 2023      | Františka Glaserová se narodila 26. listopadu 1884 v Kutné Hoře. Byla dcerou Josef a Terezy Krásových. V roce 1909 se provdala za Vítězslava Glasera z Pelhřimova. Ten v Holicích vlastnil obuvnickou továrnu. Měli spolu dvě děti syna Jana a dceru Annu. Vítězslav Glaser zemřel v roce 1938. Syn Jan zahynul spolu s Františkou v Osvětimi, dcera Anna (provdaná Flussová) se dočkala osvobození v Bergen-Belsenu. |
|         | ZDE ŽIL JAN GLASER NAR. 1910 DEPORTOVÁN 1942 DO TEREZÍNA ZAVRAŽDĚN V OSVĚTIMI                                   | Palackého čp. 232 50°4′6″ s. š., 15°59′20″ v. d.      | 8. září 2023      | Jan Glaser se narodil 15. července 1910 v Holicích Byla synem Františka a Vítězslava Glaserových. Měl o deset let mladší sestru Annu. |
|         | ZDE ŽILA ANNA FIALOVÁ NAR. 1886 DEPORTOVÁNA 1942 DO TEREZÍNA ZAVRAŽDĚNA V OSVĚTIMI                              | Husova čp. 480 50°4′24″ s. š., 15°59′16″ v. d.        | 8. září 2023      | Anna Fialová, vlastním jménem Olga rozená Friedová byla sestrou Oskara Frieda. Narodila se 19. dubna 1886. V roce 1909 se před sňatkem s Václavem Fialou nechala pokřtítn a přijala jméno Anna. Společně měli syna Františka a dceru Marii. Pod tlakem protižidovských opatření se Václav s Annou rozvedl, ta již pak nebyla chráněna smíšeným manželstvím. Byla deportována do Terezína a následně do Osvětimi, kde zahynula. |

## Chrudim
| Obrázek | Nápis | Bydliště | Odhalení          | Jméno, život |
| ------- | --- | --- | ----------------- | --- |
|         | ZDE ŽIL JIŘÍ ADLER NAR. 1938 DEPORTOVÁN 1942 DO OSVĚTIMI ZAVRAŽDĚN 15.12.1943                                                              | Široká ul. čp. 87 49°57′9″ s. š., 15°47′32″ v. d.                                                                                               | 20. září 2017     | Jiří Adler (* 9. června 1938), syn Otty Adlera und Pavly Adlerové, byl deportován 5. prosince 1942 transportem Cf z Pardubic do KT Terezína, 15. prosince 1943 transportem Dr pak dále do KT Auschwitz-Birkenau. Zavražděn zřejmě v tomto táboře. |
|         | ZDE ŽIL OTTO ADLER NAR. 1891 DEPORTOVÁN 1942 DO BUCHENWALDU ZAVRAŽDĚN 1944                                                                 | Široká ul. čp. 87 49°57′9″ s. š., 15°47′32″ v. d.                                                                                               | 20. září 2017     | Otto Adler |
|         | ZDE ŽILA BLANKA ADLEROVÁ NAR. 1933 DEPORTOVÁNA 1942 DO OSVĚTIMI ZAVRAŽDĚNA 15.12.1943                                                      | Široká ul. čp. 87 49°57′9″ s. š., 15°47′32″ v. d.                                                                                               | 20. září 2017     | Blanka Adlerová (* 2. března 1933), dcera Otty Adlera a Pavly Adlerové, byla deportována 5. prosince 1942 transportem Cf z Pardubic do KT Terezína, 15. prosince 1943 transportem Dr pak dále do KT Auschwitz-Birkenau. Zavražděna zřejmě v tomto táboře. |
|         | ZDE ŽILA PAVLA ADLEROVÁ NAR. 1906 DEPORTOVÁNA 1942 DO OSVĚTIMI ZAVRAŽDĚNA 15.12.1943                                                       | Široká ul. čp. 87 49°57′9″ s. š., 15°47′32″ v. d.                                                                                               | 20. září 2017     | Pavla Adlerová (* 14. ledna 1906), manželka Otty Adlera, byla deportována 5. prosince 1942 transportem Cf z Pardubic do KT Terezína, 15. prosince 1943 transportem Dr pak dále do KT Auschwitz-Birkenau. Zavražděna zřejmě v tomto táboře. |
|         | ZDE ŽILA OLGA ŘÍHOVÁ NAR. 1904 DEPORTOVÁNA 1943 DO OSVĚTIMI ZAVRAŽDĚNA 12.9.1943                                                           | Široká ul. čp. 87 49°57′9″ s. š., 15°47′32″ v. d.                                                                                               | 20. září 2017     | Olga Říhová (* 15. dubna 1904), žila ve smíšeném manželství. Po rozvodu se starala o společné dítě, pak byla přece jen zatčena a deportována do KT Auschwitz, kde byla 12. září 1943 zavražděna. |
|         | ZDE ŽIL JUDR. RICHARD SCHMIDL NAR. 1882 DEPORTOVÁN 1942 DO TEREZÍNA ZAVRAŽDĚN 2.2.1943                                                     | Široká ul. čp. 87 49°57′9″ s. š., 15°47′32″ v. d.                                                                                               | 20. září 2017     | Richard Schmidl (* 27. března 1882), byl deportován 5. prosince 1942 transportem Cf z Pardubic do KT Terezína, kde byl 2. února 1943 zavražděn. |
|         | ZDE ŽIL MUDR. ARTUR PACHNER NAR. 1874 DEPORTOVÁN 1942 DO OSVĚTIMI ZAVRAŽDĚN 29. 1. 1944                                                    | Resselovo náměstí čp. 134 49°57′5″ s. š., 15°47′39″ v. d.                                                                                       | 20. září 2017     | Artur Pachner (* 24. března 1874 v Německém Brodu, dnes Havlíčkův Brod), manžel Gabriely Pachnerové, byl zubní lékař a publicista židovského původu. Po absolvování gymnázia v tehdejším Německém Brodě studoval medicínu v Praze a později v Berlíně. 1899 se přestěhoval do Chrudimi, kde otevřel lékařskou praxi. Publikoval v odborných časopisech. Po obsazení Československa Německem byl Pachner spolu se svojí manželkou Gabrielou Pachnerovou v Chrudimi zatčen. 5. prosince 1942 byli oba deportováni transportem Cf z Pardubic do Terezína, kde byl Pachner částečně vězněn v Malé pevnosti. 18. prosince 1942 byli posléze deportováni transportem Ds do Osvětimi do tzv. Terezínského rodinného tábora v Auschwitz II – Birkenau, kde byl Pachner pravděpodobně 29. ledna 1944 zavražděn.                             |
|         | ZDE ŽILA GABRIELA PACHNEROVÁ NAR. 1881 DEPORTOVÁNA 1942 DO OSVĚTIMI ZAVRAŽDĚNA 18.12.1943                                                  | Resselovo náměstí čp. 134 49°57′5″ s. š., 15°47′39″ v. d.                                                                                       | 20. září 2017     | Gabriela Pachnerová roz. Schillerová (* 13. března 1881 v Polné), manželka Artura Pachnera. Byla deportována 5. prosince 1942 transportem Cf z Pardubic do KT Terezína, 18. prosince 1942 transportem Ds pak dále do tzv. Terezínského rodinného tábora v Auschwitz II – Birkenau. Tam byla 1944 v plynové komoře zavražděna. |
|         | ZDE ŽIL EMIL SEIDLITZ NAR. 1877 DEPORTOVÁN 1942 DO TEREZÍNA ZAVRAŽDĚN 22.1.1943                                                            | Myší Díra / Soukenická ul. | 20. září 2017     | Emil Seidlitz (* 2. května 1877), byl deportován 5. prosince 1942 transportem Cf z Pardubic do KT Terezína, kde byl 22. ledna 1943 zavražděn. |
|         | ZDE ŽILA FRANTIŠKA SEIDLITZOVÁ NAR. 1877 DEPORTOVÁNA 1942 DO TEREZÍNA ZAVRAŽDĚNA 12.2.1943                                                 | Myší Díra / Soukenická ul. | 20. září 2017     | Franziska Seidlitzová (* 15. března 1877), byla deportována 5. prosince 1942 transportem Cf z Pardubic do KT Terezína, kde byla 12. února 1943 zavražděna. |
|         | ZDE ŽILA IRMA VTÍPILOVÁ NAR. 1898 DEPORTOVÁNA 1942 DO OSVĚTIMI ZAVRAŽDĚNA 23.1.1943                                                        | Myší Díra / Soukenická ul. | 20. září 2017     | Irma Vtípilová rozená Weissová se narodila 5. dubna 1898. Byla deportována 5. prosince 1942 transportem Cf z Pardubic do KT Terezína, 23. ledna1943 transportem Cr pak dále do KT Auschwitz. Zavražděna zřejmě v tomto táboře. |
|         | ZDE ŽILA OLGA HAMMERSCHLAGOVÁ NAR. 1873 DEPORTOVÁNA 1942 DO OSVĚTIMI ZAVRAŽDĚNA 15. 12. 1943                                               | U Parku čp. 330 49°57′16″ s. š., 15°47′30″ v. d.                                                                                                | 15. srpna 2018    | Olga Hammerschlagová se narodila 3. července 1873. Byla matkou Marie Salusové. |
|         | ZDE ŽIL VIKTOR SALUS NAR. 1892 DEPORTOVÁN 1942 DO OSVĚTIMI ZAVRAŽDĚN 4. 6. 1944                                                            | U Parku čp. 330 49°57′16″ s. š., 15°47′30″ v. d.                                                                                                | 15. srpna 2018    | Viktor Salus byl majitelem obchodu s pražírnou kávy. |
|         | ZDE ŽILA MARIE SALUSOVÁ NAR. 1895 DEPORTOVÁNA 1942 DO OSVĚTIMI ZAVRAŽDĚNA 1944                                                             | U Parku čp. 330 49°57′16″ s. š., 15°47′30″ v. d.                                                                                                | 15. srpna 2018    | Marie Salusová |
|         | ZDE ŽIL EMIL SALUS NAR. 1920 DEPORTOVÁN 1942 DO OSVĚTIMI ZAVRAŽDĚN 1944                                                                    | U Parku čp. 330 49°57′16″ s. š., 15°47′30″ v. d.                                                                                                | 15. srpna 2018    | Emil Salus |
|         | ZDE ŽIL JAN SALUS NAR. 1921 DEPORTOVÁN 1942 DO OSVĚTIMI OSVOBOZEN V ORANIENBURGU                                                           | U Parku čp. 330 49°57′16″ s. š., 15°47′30″ v. d.                                                                                                | 15. srpna 2018    | Jan Salus |
|         | ZDE ŽIL BEDŘICH BUCHFÜHRER NAR. 1897 DEPORTOVÁN 1942 DO OSVĚTIMI ZAVRAŽDĚN 21. 1. 1943                                                     | U Parku čp. 330 49°57′16″ s. š., 15°47′30″ v. d.                                                                                                | 15. srpna 2018    | Bedřich Buchführer pracoval v rodinném obchodě a také u Salusů bydlel. |
|         | ZDE ŽIL ADOLF AGULÁR NAR. 1875 DEPORTOVÁN 1942 DO OSVĚTIMI ZAVRAŽDĚN 15. 12. 1943                                                          | Široká č. 118 49°57′7″ s. š., 15°47′35″ v. d.                                                                                                   | 15. srpna 2018    | Adolf Agulár vlastnil v Chrudimi obchod s oděvy a střižním zbožím. |
|         | ZDE ŽILA ANTONIE AGULÁROVÁ NAR. 1883 DEPORTOVÁNA 1942 DO OSVĚTIMI ZAVRAŽDĚNA 23. 10. 1944                                                  | Široká č. 118 49°57′7″ s. š., 15°47′35″ v. d.                                                                                                   | 15. srpna 2018    | Antonie Agulárová se narodila 24. srpna 1883 v Litomyšli. |
|         | ZDE ŽILA VĚRA AGULÁROVÁ NAR. 1911 DEPORTOVÁNA 1942 DO TEREZÍNA OSVOBOZENA                                                                  | Široká č. 118 49°57′7″ s. š., 15°47′35″ v. d.                                                                                                   | 15. srpna 2018    | Věra Agulárová |
|         | ZDE ŽIL JIŘÍ AGULÁR NAR. 1917 DEPORTOVÁN 1942 DO OSVĚTIMI ZAVRAŽDĚN 23. 1. 1943                                                            | Široká č. 118 49°57′7″ s. š., 15°47′35″ v. d.                                                                                                   | 15. srpna 2018    | Jiří Agulár |
|         | ZDE ŽIL JUDR. EDVARD STRASS NAR. 1865 DEPORTOVÁN DO OSVĚTIMI ZAVRAŽDĚN                                                                     | parčík u okružní křižovatky na Bídě | 9. září 2019      | Edvard Strass se narodil 7. 1. 1865. Vystudoval reálné gymnázium v Chrudimi a práva v Praze. V roce 1897 si založil vlastní akvokátní kancelář. Byl velmi aktivní ve veřejném životě, stal se členem, jednatelem a dokonce i předsedou několika spolků. Poskytoval pomoc židovským uprchlíkům z Haliče a Bukoviny během první světové války. S manželkou Martou měli tři děti, pouze dvě se dožily dospělosti, a to dcera Milada a syn Jiří. Dcera Milada si se provdala za pařížského právníka Jeana Camille-Carré a přežila válku ve Francii. |
|         | ZDE ŽILA MARTA STRASSOVÁ NAR. 1881 DEPORTOVÁNA DO OSVĚTIMI ZAVRAŽDĚNA                                                                      | parčík u okružní křižovatky na Bídě | 9. září 2019      | Marta Strassová rozená Stránská se narodila 9. září 1881 ve Slatiňanech. Byla manželkou Edvarda Strasse a společně měli tři děti. |
|         | ZDE ŽIL JIŘÍ STRASS NAR. 1912 DEPORTOVÁN DO OSVĚTIMI ZAVRAŽDĚN                                                                             | parčík u okružní křižovatky na Bídě | 9. září 2019      | Jiří Strass se narodil 8. října 1912 a stejně jako jeho otec Edvard Strass vystudoval práva v Praze. Spolu se svým bratrancem Karlem byl pracovně nasazen na stavbu vlečky v Bílku u Chotěboře. |
|         | ZDE ŽIL EMIL STRASS NAR. 1880 DEPORTOVÁN DO OSVĚTIMI ZAVRAŽDĚN                                                                             | parčík u okružní křižovatky na Bídě | 9. září 2019      | Emil Strass se narodil 29. března 1880. Zakoupil od svého bratra Lea obchod s galanterním zbožím. |
|         | ZDE ŽILA EUGENIE STRASSOVÁ NAR. 1878 DEPORTOVÁNA DO OSVĚTIMI ZAVRAŽDĚNA                                                                    | parčík u okružní křižovatky na Bídě | 9. září 2019      | Eugenie Strassová se narodila 20. října 1878. Byla manželkou Emila Strasse. S manželem měli dvě děti, syna Karla a dceru Annu. Osud dcery Anny není znám, ale pravděpodobně také tahynula v koncentračním táboře jako celá její rodina. |
|         | ZDE ŽIL KAREL STRASS NAR. 1907 DEPORTOVÁN DO OSVĚTIMI ZAVRAŽDĚN                                                                            | parčík u okružní křižovatky na Bídě | 9. září 2019      | Karel Strass se narodil 18. dubna 1907. Stal se právníkem, stejně jako jeho strýc Edvard a bratranec Jiří. Za svou praxí se odstěhoval do Teplic, ale po okupaci pohraničí se vrátil do rodné Chrudimi. Spolu se svým bratrancem Jiřím byl pracovně nasazen na stavbu vlečky v Bílku u Chotěboře. |
|         | ZDE ŽILA IDA MARIE POCHOBRADSKÁ ROZ. SALUSOVÁ NAR. 1894 DEPORTOVÁNA 1942 DO TEREZÍNA ZAVRAŽDĚNA V OSVĚTIMI                                 | Hniličkova čp. 372 49°57′6″ s. š., 15°48′13″ v. d.                                                                                              | 9. září 2019      | Ida Marie Pochobradská se narodila 29. března 1984 Emilovi a Kláře Salusovým. Byla nejmladší sestrou Viktora Saluse, který také zahynul v Osvětimi. Provdala se za Ferdinanda Pochobradského, malíře a středoškolského učitele. Společně měli dvě děti, syna Petra, který zemřel tragicky jako chlepec, a dceru Alexandru. Smíšené manželství chránilo Idu až do roku 1940, kdy Ferdinand zemřel. Poté byla s rodinou bratra deportována do Terezína a následně do Osvětimi. Dcera Alexandra nacistické perzekuci jako potomek smíšeného manželství unikla, i tak po válce zůstala z rodiny sama. |
|         | ZDE ŽIL JOSEF ORSKÝ ROZ. ORNSTEIN NAR. 1905 DEPORTOVÁN 1942 DO OSVĚTIMI ZAVRAŽDĚN V BŘEZNU 1945                                            | V Tejnecku č. 535 49°57′2″ s. š., 15°48′22″ v. d.                                                                                               | 9. září 2019      | Josef Ornstein-Orský se s manželkou Karolínou a dětmi Romanem a Ilonou přestěhovali do nového domu v ulici V Tejnecku v roce 1937. Manželka Karolína nebyla židovského původu a v nátlaku protižidovských opatření se s ní Josef Ornstein formálně rozvedl. Převedl na ni veškeré majetky, dál spolu v tajnosti žili a rodina si změnila jméno na Orský. Ani tak nebyl Josef Ornstein transportu ušetřen, prošel několika koncentračními tábory a poslední zmínka o jeho osudu je z roku 1945 z Kauferingu, odkud absolvoval pochod smrti, při němž zřejmě zahynul. |
|         | ZDE ŽIL KAREL HERRMANN NAR. 1884 DEPORTOVÁN 1942 DO OSVĚTIMI ZAVRAŽDĚN 1943                                                                | Široká čp. 129 49°57′7″ s. š., 15°47′38″ v. d.                                                                                                  | 9. září 2019      | Karel Herrmann se narodil 6. ledna 1884. Ve Slatiňanech měl bratra Gustava. V Chrudimi provozoval obchod s konfekcí, obuví a vetešnictvím. |
|         | ZDE ŽILA ŠTEPÁNKA HERRMANNOVÁ NAR. 1885 DEPORTOVÁNA 1942 DO OSVĚTIMI ZAVRAŽDĚNA 1943                                                       | Široká čp. 129 49°57′7″ s. š., 15°47′38″ v. d.                                                                                                  | 9. září 2019      | Štěpánka Herrmannová |
|         | ZDE ŽILA HANA HERRMANNOVÁ NAR. 1923 DEPORTOVÁNA 1942 DO OSVĚTIMI ZAVRAŽDĚNA 1943                                                           | Široká čp. 129 49°57′7″ s. š., 15°47′38″ v. d.                                                                                                  | 9. září 2019      | Hana Herrmannová |
|         | ZDE ŽIL GUSTAV BREITENFELD NAR. 1871 DEPORTOVÁN 1942 DO TEREZÍNA ZAVRAŽDĚN 1943 V OSVĚTIMI                                                 | Široká ul. čp. 127/I 49°57′7″ s. š., 15°47′37″ v. d.                                                                                            | 1. září 2020      | Gustav Breitenfeld |
|         | ZDE ŽIL DR. RUDOLF BREITENFELD NAR. 1908 DEPORTOVÁN 1942 DO TEREZÍNA ZAVRAŽDĚN 1943 V OSVĚTIMI                                             | Široká ul. čp. 127/I 49°57′7″ s. š., 15°47′37″ v. d.                                                                                            | 1. září 2020      | Dr. Rudolf Breitenfeld |
|         | ZDE ŽILA ANNA BREITENFELDOVÁ ROZ. SALUSOVÁ NAR. 1886 DEPORTOVÁNA 1942 DO TEREZÍNA ZAVRAŽDĚNA 30.12.1942                                    | Široká ul. čp. 127/I 49°57′7″ s. š., 15°47′37″ v. d.                                                                                            | 1. září 2020      | Anna Breitenfeldová |
|         | ZDE ŽILA ADELHEID POLLAKOVÁ NAR. 1873 DEPORTOVÁNA 1942 DO TEREZÍNA ZAVRAŽDĚNA 17. 2. 1943                                                  | Čs. armády čp. 213 49°56′53″ s. š., 15°47′18″ v. d.                                                                                             | 1. září 2020      | Adelheid Pollaková |
|         | ZDE ŽIL ING. ARNOŠT POLLAK NAR. 1890 DEPORTOVÁN 1942 DO TEREZÍNA 1944 DO OSVĚTIMI OSVOBOZEN GLEIWITZ                                       | Čs. armády čp. 213 49°56′53″ s. š., 15°47′18″ v. d.                                                                                             | 1. září 2020      | Ing. Arnošt Pollak se narodil do německé židovské rodiny v Liberci. Jeho matkou byla Adelheid Pollaková. Do Chrudimi rodina přišla poté, co Arnošt Pollak začal pracovat jako strojní inženýr v továrně Františka Wiesnera. Společně s manželkou Marií měli dvě děti, dvojčata Františku a Viléma. Františka zemřela na tuberkulózu v roce 1940. Zbytek rodiny byl v roce 1942 deportován do Terezína. V září 1944 byla společně se synem Vilémem transportován do Osvětimi. Arnošt Pollak se dožil konce války v osvětimském pobočném táboře v Gleiwitz. |
|         | ZDE ŽILA MARIE POLLAKOVÁ NAR. 1903 DEPORTOVÁNA 1942 DO TEREZÍNA OSVOBOZENA                                                                 | Čs. armády čp. 213 49°56′53″ s. š., 15°47′18″ v. d.                                                                                             | 1. září 2020      | Marie Pollaková se narodila v roce 1903. Byla manželkou Arnošta Pollaka, se kterým měla dvojčata Františku a Viléma. V roce 1942 byla deportována do Terezína, kde pracovala v pekárně a dočkala se tam konce války. Vrátila se z Terezína do Chrudimi jako první, aniž by měla jakékoliv zprávy o dalších členech rodiny. Později se setkala s manželem Arnoštem a do konce života žili v Chrudimi. |
|         | ZDE ŽIL VILÉM POLLAK NAR. 1927 DEPORTOVÁN 1942 DO TEREZÍNA 1944 DO OSVĚTIMI, BUCHENWALDU ZAVRAŽDĚN V DUBNU 1945 NA POCHODU SMRTI U TACHOVA | Čs. armády čp. 213 49°56′53″ s. š., 15°47′18″ v. d.                                                                                             | 1. září 2020      | Vilém Pollak se narodil 4. října 1927 v Liberci do rodiny Arnošta a Marie Pollakových. Na rozdíl od svých rodičů nepřežil válku. Zemřel pravděpodobně na pochodu smrti u Tachova. |
|         | ZDE ŽILA ERNESTINA GOLDSCHMIDOVÁ ROZ. BARBIEROVÁ NAR. 1862 DEPORTOVÁNA 1942 DO TEREZÍNA OSVOBOZENA                                         | Široké schody čp. 109 49°57′0″ s. š., 15°47′45″ v. d.                                                                                           | 13. září 2021     | Ernestina (Arnoštka) Goldschmidová |
|         | ZDE ŽILA ELSA GOLDSCHMIDOVÁ NAR. 1895 DEPORTOVÁNA 1942 DO TEREZÍNA ZAVRAŽDĚNA 1943 V OSVĚTIMI                                              | Široké schody čp. 109 49°57′0″ s. š., 15°47′45″ v. d.                                                                                           | 13. září 2021     | Elsa Goldschmidová |
|         | ZDE ŽIL KAREL GOLDSCHMID NAR. 1899 DEPORTOVÁN 1942 DO TEREZÍNA ZAVRAŽDĚN 1943 V OSVĚTIMI                                                   | Široké schody čp. 109 49°57′0″ s. š., 15°47′45″ v. d.                                                                                           | 13. září 2021     | Karel Goldschmid |
|         | ZDE ŽILA OLGA GOLDSCHMIDOVÁ NAR. 1897 DEPORTOVÁNA 1942 DO TEREZÍNA ZAVRAŽDĚNA 1943 V OSVĚTIMI                                              | Široké schody čp. 109 49°57′0″ s. š., 15°47′45″ v. d.                                                                                           | 13. září 2021     | Olga Goldschmidová |
|         | ZDE ŽIL RICHARD TRAUB NAR. 1884 DEPORTOVÁN 1942 DO TEREZÍNA ZAVRAŽDĚN 1943 V OSVĚTIMI                                                      | Široké schody čp. 109 49°57′0″ s. š., 15°47′45″ v. d.                                                                                           | 13. září 2021     | Richard Traub |
|         | ZDE ŽILA HERMÍNA TRAUBOVÁ ROZ. GOLDSCHMIDOVÁ NAR. 1888 DEPORTOVÁNA 1942 DO TEREZÍNA ZAVRAŽDĚNA 1943 V OSVĚTIMI                             | Široké schody čp. 109 49°57′0″ s. š., 15°47′45″ v. d.                                                                                           | 13. září 2021     | Hermína Traubová |
|         | ZDE ŽIL ADOLF TRAUB NAR. 1920 DEPORTOVÁN 1942 DO TEREZÍNA ZAVRAŽDĚN 1943 V OSVĚTIMI                                                        | Široké schody čp. 109 49°57′0″ s. š., 15°47′45″ v. d.                                                                                           | 13. září 2021     | Adolf Traub |
|         | ZDE ŽIL JIŘÍ TRAUB NAR. 1922 DEPORTOVÁN 1942 DO TEREZÍNA ZAVRAŽDĚN 1943 V OSVĚTIMI                                                         | Široké schody čp. 109 49°57′0″ s. š., 15°47′45″ v. d.                                                                                           | 13. září 2021     | Jiří Traub |
|         | ZDE ŽILA VILMA TRAUBOVÁ NAR. 1876 DEPORTOVÁNA 1942 DO TEREZÍNA ZAVRAŽDĚNA 1943 V OSVĚTIMI                                                  | Havlíčkova, chodník vedle náhonu Chrudimky, proti rohovému domu č.p. 110 (původní dům již nestojí)                                              | 13. září 2021     | Vilma Traubová |
|         | ZDE ŽILA OLGA TRAUBOVÁ NAR. 1880 DEPORTOVÁNA 1942 DO TEREZÍNA ZAVRAŽDĚNA 1943 V OSVĚTIMI                                                   | Havlíčkova, chodník vedle náhonu Chrudimky, proti rohovému domu č.p. 110 (původní dům již nestojí)                                              | 13. září 2021     | Olga Traubová |
|         | ZDE ŽILA ANNA PELIKÁNOVÁ ROZ. SILBERSTERNOVÁ NAR. 1900 DEPORTOVÁNA 1944 DO OSVĚTIMI ZAVRAŽDĚNA 24. 8. 1944                                 | Přemysla Otakara čp. 370 49°57′2″ s. š., 15°47′17″ v. d.                                                                                        | 13. září 2021     | Anna Pelikánová |
|         | ZDE ŽIL EDUARD WITZ NAR. 1876 DEPORTOVÁN 1942 DO TEREZÍNA 1943 DO OSVĚTIMI ZAVRAŽDĚN                                                       | Havlíčkova čp. 91 (původní dům již nestojí) | 14. července 2022 | Eduard Witz se narodil 4. ledna 1876 do rodiny Alberta a Kláry (roz. Vohryzková) Witzových. Rodina Witzova ve svém domě v Chrudimi od roku 1868 provozovala likérku. Po smrti otce v roce 1885 zůstala Klára Witzová sama se šesti dětmi. Firmu nakonec převzal Eduard spolu se svým bratrem Oldřichem ve 20. letech 20. století. Vybudovali prosperující továrnu na likéry. V roce 1940 zemřel na tuberkulózu Oldřich Witz a továrna byla rodině kvůli rasovým zákonům zabavena. Eduard si vzal za manželku Helenu rozenou Deimlovou a měli společně dceru Blaženu (Beátu). Všichni členové rodiny Witzovi z Chrudimi se pravděpodobně dostali transportem v září 1943 do Terezínského rodinného tábora v Osvětimi. Všichni nejspíše zahynuly v plynových komorách při likvidaci rodinného tábora v noci ze 7. na 8. března 1944. |
|         | ZDE ŽILA HELENA WITZOVÁ ROZ. DEIMLOVÁ NAR. 1888 DEPORTOVÁNA 1942 DO TEREZÍNA 1943 DO OSVĚTIMI ZAVRAŽDĚNA                                   | Havlíčkova čp. 91 (původní dům již nestojí) | 14. července 2022 | Helena Witzová rozená Deimlová se narodila 15. června 1888. Byla manželkou Eduarda Witze s nímž měla dceru Blaženu. Všichni členové rodiny Witzovi z Chrudimi se pravděpodobně dostali transportem v září 1943 do Terezínského rodinného tábora v Osvětimi. Všichni nejspíše zahynuly v plynových komorách při likvidaci rodinného tábora v noci ze 7. na 8. března 1944. |
|         | ZDE ŽILA BLAŽENA (BEÁTA) WITZOVÁ NAR. 1922 DEPORTOVÁNA 1942 DO TEREZÍNA 1943 DO OSVĚTIMI ZAVRAŽDĚNA                                        | Havlíčkova čp. 91 (původní dům již nestojí) | 14. července 2022 | Blažena (Beáta) Witzová se narodila 1. ledna 1922 do rodiny Eduarda a Heleny Witzových. Všichni členové rodiny Witzovi z Chrudimi se pravděpodobně dostali transportem v září 1943 do Terezínského rodinného tábora v Osvětimi. Všichni nejspíše zahynuly v plynových komorách při likvidaci rodinného tábora v noci ze 7. na 8. března 1944. |
|         | ZDE ŽILA VALERIE WITZOVÁ ROZ. KLEINOVÁ NAR. 1897 DEPORTOVÁNA 1942 DO TEREZÍNA DO OSVĚTIMI ZAVRAŽDĚNA                                       | Havlíčkova čp. 91 (původní dům již nestojí) | 14. července 2022 | Valerie Witzová rozená Kleinová se narodila 13. října 1897 v Praze. Provdala se za Oldřicha Witze, s nímž měla dva syny - dvojčata Jiřího a Vladimíra. Oldřich Witz zemřel ještě před transportem v roce 1940 na tuberkulózu. Všichni členové rodiny Witzovi z Chrudimi se pravděpodobně dostali transportem v září 1943 do Terezínského rodinného tábora v Osvětimi. Všichni nejspíše zahynuly v plynových komorách při likvidaci rodinného tábora v noci ze 7. na 8. března 1944. Druhou světovou válku přežil Valeriin bratr Hanuš Klein, který po osudech sestřiny rodiny pátral. |
|         | ZDE ŽIL JIŘÍ WITZ NAR. 1925 DEPORTOVÁN 1942 DO TEREZÍNA 1943 DO OSVĚTIMI ZAVRAŽDĚN                                                         | Havlíčkova čp. 91 (původní dům již nestojí) | 14. července 2022 | Jiří Witz se narodil 21. dubna 1925 v Chrudimi do rodiny Oldřicha a Valerie Witzových. Měl bratra Vladimíra. Studium na gymnáziu ukončil předčasně. S bratrem byli dvojvaječná dvojčata a snad i proto se jim podařilo vydávat se za běžné sourozence a uniknout tak Mangeleho pokusům. Všichni členové rodiny Witzovi z Chrudimi se pravděpodobně dostali transportem v září 1943 do Terezínského rodinného tábora v Osvětimi. Všichni nejspíše zahynuly v plynových komorách při likvidaci rodinného tábora v noci ze 7. na 8. března 1944. |
|         | ZDE ŽIL VLADIMÍR WITZ NAR. 1925 DEPORTOVÁN 1942 DO TEREZÍNA 1943 DO OSVĚTIMI ZAVRAŽDĚN                                                     | Havlíčkova čp. 91 (původní dům již nestojí) | 14. července 2022 | Vladimír Witz se narodil 21. dubna 1925 v Chrudimi do rodiny Oldřicha a Valerie Witzových. V roce 1940 musel z rasových důvodů opustit chrudimské gymnázium. S bratrem byli dvojvaječná dvojčata a snad i proto se jim podařilo vydávat se za běžné sourozence a uniknout tak Mangeleho pokusům. Všichni členové rodiny Witzovi z Chrudimi se pravděpodobně dostali transportem v září 1943 do Terezínského rodinného tábora v Osvětimi. Všichni nejspíše zahynuly v plynových komorách při likvidaci rodinného tábora v noci ze 7. na 8. března 1944. |
|         | ZDE ŽILA BERTA MANDELÍKOVÁ ROZ. WEISSENSTEINOVÁ NAR. 1879 DEPORTOVÁNA 1942 DO TEREZÍNA 1943 DO OSVĚTIMI ZAVRAŽDĚNA 28. 2. 1944             | Masarykovo náměstí čp. 60 49°57′12″ s. š., 15°47′24″ v. d.                                                                                      | 14. července 2022 | Berta Mandelíková |
|         | ZDE ŽIL OTTO MANDELÍK NAR. 1904 DEPORTOVÁN 1942 DO TEREZÍNA 1943 DO OSVĚTIMI ZAVRAŽDĚN 11. 12. 1944 VE SCHWARZHEIDE                        | Masarykovo náměstí čp. 60 49°57′12″ s. š., 15°47′24″ v. d.                                                                                      | 14. července 2022 | Otto Mandelík |
|         | ZDE ŽILA ANNA MANDELÍKOVÁ ROZ. HAMÁČKOVÁ NAR. 1906 DEPORTOVÁNA 1942 DO TEREZÍNA 1943 DO OSVĚTIMI 1944 DO STUTTHOFU OSVOBOZENA              | Masarykovo náměstí čp. 60 49°57′12″ s. š., 15°47′24″ v. d.                                                                                      | 14. července 2022 | Anna Mandelíková |
|         | ZDE ŽILA IDA NERMUŤOVÁ ROZ. BLUMENKRANZOVÁ NAR. 1881 DEPORTOVÁNA 1942 DO TEREZÍNA ZAVRAŽDĚNA 1943 V OSVĚTIMI                               | Lupáčova čp. 72 49°57′16″ s. š., 15°47′38″ v. d.                                                                                                | 6. září 2023      | Ida Nermuťová rozená Blumenkranzová se narodila 29. srpna 1881. Byla jedním z pěti dětí Bernarda a Johanny Blumenkranzových. Její otec provozoval obchod se smíšeným zbožím. Rodina patřila mezi zámožnější. Dvě z dcer včetně Idy vystudovala konzervatoř, ona sama pak vystupovala v budapešťské opeře. Provdala se za Josefa Nermutě, který nebyl žid. Měli dceru a syna. Pod tlakem protižidovských opatření se rozvedli a Ida byla deportována nejprve do Terezína a potě do Osvětimi, kde zahynula. |
|         | ZDE ŽILA HEDVIKA LEBENFELDOVÁ ROZ. STRASSEROVÁ NAR. 1876 DEPORTOVÁNA 1942 DO TEREZÍNA ZAVRAŽDĚNA 1943 V OSVĚTIMI                           | Opletalova čp. 15 49°57′4″ s. š., 15°47′57″ v. d.                                                                                               | 6. září 2023      | Hedvika Rebenfeldová rozená Strasserová se narodila 15. 12. 1876. Její manžel Eduard měl obchod se suknem a zemřel v roce 1937. Do deportace se živila jako učitelka jazyků. Obě její děti nacistům unikly. Syn Oskar emigroval do Velké Británie a stal se členem RAF. Alice přečkala válku v Chrudimi, zřejmě kvůli smíšenému manželství. |
|         | ZDE ŽIL JUDR. ROBERT MEISL NAR. 1900 DEPORTOVÁN 1942 DO TEREZÍNA ZAVRAŽDĚN 1943 V OSVĚTIMI                                                 | Rybičkova čp. 7 49°57′7″ s. š., 15°47′43″ v. d.                                                                                                 | 6. září 2023      | JUDr. Robert Meisl se narodil 12. března 1900 v Nasavrkách. V Chrudimi vystudoval gymnázium a po studiích práv se do města vrátil. Otevřel si advokátní praxi. Z Terezína byl deportován do Osvětimi, kde zahynul. |
|         | ZDE ŽILA MARIE PEŠKOVÁ ROZ. MEISLOVÁ NAR. 1898 DEPORTOVÁNA 1942 DO TEREZÍNA ZAVRAŽDĚNA 1943 V OSVĚTIMI                                     | Poděbradova čp. 72 49°57′17″ s. š., 15°47′37″ v. d.                                                                                             | 6. září 2023      | Marie Pešková rozená Meislová se narodila 19. listopadu 1898 v rodině obchodníka Gustava Meisla, který provozoval kramářství a jeho ženy Růženy, rozené Bergmannové. Měla staršího bratra Ladislava, který válku přežil. Marie byla deportována do Terezína, kde strávila jen několik týdnů. Poté v lednu 1943 odjela, do Osvětimi, kde zahynula. Jejím posledním známým bydlištěm byl pronajatý byt v Hejdukově ulici, kámen byl však zámerně položen před její rodný dům, ze kterého byla pravděpodobně nuceně vystěhována. |
|         | ZDE ŽILA ELIŠKA WEISSOVÁ ROZ. FLASCHNEROVÁ NAR. 1865 DEPORTOVÁNA 1942 DO TEREZÍNA ZAVRAŽDĚNA 1. 1. 1943                                    | Rybičkova čp. 7 49°57′7″ s. š., 15°47′43″ v. d.                                                                                                 | 6. září 2023      | Eliška Weissová rozená Flaschnerová se narodila 8. května 1865 v Sezemicích. V Chrudimi žila asi od roku 1890. Před válkou bydlela v domě Roberta Meisla. Znali se z doby kdy studoval v Chrudimi a bydlel u Weissových. Společně byli deportováni do Terezína. Vzhledem k vysokému věku a podlomenému zdraví zemřela 1. ledna 1943 v Terezíně. |
|         | ZDE ŽIL BERNHARD PASCHKES NAR. 1861 DEPORTOVÁN 1942 DO TEREZÍNA ZAVRAŽDĚN                                                                  | Široká ul. čp. 87 49°57′9″ s. š., 15°47′32″ v. d.                                                                                               | 6. září 2023      | Bernhard Paschkes se narodil 14. prosince 1861 v Mikulově. Jeho manželkou byla Isabella rozená Schulzová. V roce 1895 se manželé přestěhovali z Vídně do Chrudimi. Bernhard pracoval jako prokurista a ředitel u firmy F. L. Popper. Rodina před válkou bydlela nedaleko továrny v Husově ulici čp. 300. Poté bydleli v Široké ulici v pronájmu u Adlerových. V prosinci 1942 byl deportován do Terezína, kde v lednu následujícího roku zemřel. |
|         | ZDE ŽILA ISABELLA PASCHKESOVÁ NAR. 1868 DEPORTOVÁNA 1942 DO TEREZÍNA ZAVRAŽDĚNA                                                            | Široká ul. čp. 87 49°57′9″ s. š., 15°47′32″ v. d.                                                                                               | 6. září 2023      | Isabella Paschkesová rozená Schulzová se narodila 3. července 1868 v Temešváru. Poté dlouho žila ve Vídni, než se v roce 1895 s manželem Bernhardem Peschkesem přestehovali do Chrudimi. V prosinci 1942 byla deportována do Terezína, kde v lednu následujícího roku zemřela. |
|         | ZDE ŽIL JAROSLAV LUSTIG NAR. 1897 DEPORTOVÁN 1942 DO TEREZÍNA 1943 DO OSVĚTIMI ZAVRAŽDĚN                                                   | Široká ul. čp. 87 49°57′9″ s. š., 15°47′32″ v. d.                                                                                               | 6. září 2023      | Jaroslav Lustig se narodil 6. ledna 1897. Do Chrudimi se přestěhoval ze Sobotky a pracoval jako příručí v obchodě u rodiny Adlerových. V Terezíně byl jedn několik týdnů a by trasportem převezen do Osvětimi, kde byl pravděpodobně ihned po příjezdu zavražděn. |
|         | ZDE ŽILA EMILIE PICKOVÁ ROZ. FREUNDOVÁ NAR. 1869 DEPORTOVÁNA 1942 DO TEREZÍNA ZAVRAŽDĚNA 17. 3. 1943                                       | Gorkého čp. 505 49°57′12″ s. š., 15°46′53″ v. d.                                                                                                | 6. září 2023      | Emilie Picková rozená Freundová se narodila 24. října 1869 do rodiny obchodníka Adolfa Freunda. Provdala se za Hynka Picka, který po jejím otci převzal obchod. Manželé měli tři děti: dcery Boženu a Annu a syna Josefa, který ale zemřel jako dítě na tuberkulózu. Ve 20. letech 20. století si rodina nechala postavit dům na ulici Gorkého. Dokončení se nedožil Hynek Pick. Emilie se svobodnou dcerou Boženou v domě žili až do deportace na konci roku 1942. Emilie Picková zahynula v Terezíně 17. března 1943. |
|         | ZDE ŽILA BOŽENA PICKOVÁ NAR. 1901 DEPORTOVÁNA 1942 DO TEREZÍNA ZAVRAŽDĚNA 1943 V OSVĚTIMI                                                  | Gorkého čp. 505 49°57′12″ s. š., 15°46′53″ v. d.                                                                                                | 6. září 2023      | Božena Picková se narodila 9. května 1901 v Chrudimi do rodiny Hynka a Emilie Pickových. Měla dva sourozence sestru Annu a bratra Josefa. V roce 1942 byla s matkou transportována do Terezína a sama nedlouho poté do Osvětimi, kde byla zavražděna. |
|         | ZDE ŽIL HUGO MUNK NAR. 1889 DEPORTOVÁN DO TEREZÍNA ZAVRAŽDĚN V OSVĚTIMI                                                                    | Havlíčkova (u kostela sv. Kateřiny) 49°56′53″ s. š., 15°47′37″ v. d.                                                                            | 14. října 2024    | Hugo Munk se narodil 5. března 1889. Do Chrudimi se přestěhoval v roce 1918 z Přestavlk. Bydlel u své tety Gisely Munkové, která provozovala obchod s lihovinami. Gisela brzy zemřela a Hugo obchod převzal. V roce 1920 se oženil s Eliškou Ledererovou a narodila se jim dcera Marie. Celá rodina byla odvezena do Terezína a poté do Osvětimi, kde byli pravděpodobně ihned po příjezdu zavražděni v plynových komorách. |
|         | ZDE ŽILA ALŽBĚTA MUNKOVÁ ROZ. LEDEREROVÁ NAR. 1897 DEPORTOVÁNA 1942 DO TEREZÍNA ZAVRAŽDĚNA 1943 V OSVĚTIMI                                 | Havlíčkova (u kostela sv. Kateřiny) 49°56′53″ s. š., 15°47′37″ v. d.                                                                            | 14. října 2024    | Alžběta (Eliška) Munková rozená Ledererová se narodila v roce 1897 v Bojanově. V roce 1920 se provdala za obchodníka Hugo Munka, s nímž měla jedinou dceru Marii. Stejně jako její manžel i dcera byla v roce 1943 zavražděna v Osvětimi. |
|         | ZDE ŽILA MARIE MUNKOVÁ NAR. 1921 DEPORTOVÁNA 1942 DO TEREZÍNA ZAVRAŽDĚNA 1943 V OSVĚTIMI                                                   | Havlíčkova (u kostela sv. Kateřiny) 49°56′53″ s. š., 15°47′37″ v. d.                                                                            | 14. října 2024    | Marie Munková se narodila 25. září 1921 do rodina Huga a Alžběty Munkových. Vystudovala chrudimské gymnázium. Na konce roku 1942 byla s rodiči deportována do Terezína a následně do Osvětimi, kde byli všichni zavražděni. |
|         | ZDE ŽIL KAREL ROUBÍČEK NAR. 1891 DEPORTOVÁN 1942 DO TEREZÍNA ZAVRAŽDĚN 1943 V OSVĚTIMI                                                     | Havlíčkova (u kostela sv. Kateřiny) 49°56′53″ s. š., 15°47′37″ v. d.                                                                            | 14. října 2024    | Karel Roubíček se narodil 12. května 1891. V lednu 1943 byl transportován z Terezína do Osvětimi, kde byl zavražděn. |
|         | ZDE ŽILA KAMILA ROUBÍČKOVÁ ROZ. POPPEROVÁ NAR. 1884 DEPORTOVÁNA 1942 DO TEREZÍNA ZAVRAŽDĚNA 25. 1. 1943 V OSVĚTIMI                         | Havlíčkova (u kostela sv. Kateřiny) 49°56′53″ s. š., 15°47′37″ v. d.                                                                            | 14. října 2024    | Kamila Roubíčková se narodila 18. září 1884. V lednu 1943 byla transportována z Terezína do Osvětimi, kde byla 25. ledna 1943 zavražděna. Tento transport pravděpodobně neprošel selekcí a všichni, kdo s ním přijeli, šli do plynových komor. |
|         | ZDE ŽIL PAVEL WILHELM SALUS NAR. 1869 DEPORTOVÁN 1942 DO TEREZÍNA ZAVRAŽDĚN 8. 10. 1943                                                    | Havlíčkova čp. 86 (dům již nestojí) kámen položen u kostela sv. Kateřiny 49°56′53″ s. š., 15°47′37″ v. d.                                       | 14. října 2024    | Pavel Wilhelm Salus se narodil 29. července 1869. provozoval v Chrudimi železářství. Pavel Wilhelm Salus zahynul v Terezíně. |
|         | ZDE ŽILA OLGA SALUSOVÁ ROZ. STUTZOVÁ NAR. 1882 DEPORTOVÁNA 1942 DO TEREZÍNA 1943 DO OSVĚTIMI ZAVRAŽDĚNA                                    | Havlíčkova čp. 86 (dům již nestojí) kámen položen u kostela sv. Kateřiny 49°56′53″ s. š., 15°47′37″ v. d.                                       | 14. října 2024    | Olga Salusová rozená Stutzová se narodila 1. prosince 1882 v Golčově Jeníkovu. |
|         | ZDE ŽILA RŮŽENA GLÜCKLICHOVÁ ROZ. SALUSOVÁ NAR. 1905 DEPORTOVÁNA 1942 DO TEREZÍNA ZAVRAŽDĚNA 1943 V OSVĚTIMI                               | Havlíčkova čp. 86 (dům již nestojí) kámen položen u kostela sv. Kateřiny 49°56′53″ s. š., 15°47′37″ v. d.                                       | 14. října 2024    | Růžena Glücklichová rozená Salusová se narodila 28. ledna 1905 v Chrudimi. Byla jedinou dcerou Pavla Wilhelma Saluse a jeho manželky Olgy. |
|         | ZDE ŽIL KAREL GLÜCKLICH NAR. 1899 DEPORTOVÁN 1942 DO TEREZÍNA ZAVRAŽDĚN 1943 V OSVĚTIMI                                                    | Havlíčkova čp. 86 (dům již nestojí) kámen položen u kostela sv. Kateřiny 49°56′53″ s. š., 15°47′37″ v. d.                                       | 14. října 2024    | Karel Glücklich S manželkou časem převzal obchod (železářství) svého tchána Pavla Wilhelma Saluse. |
|         | ZDE ŽILA SELMA FUCHSOVÁ NAR. 1890 DEPORTOVÁNA 1942 DO TEREZÍNA ZAVRAŽDĚNA 1943 V OSVĚTIMI                                                  | Obce Ležáků čp. 572 49°56′33″ s. š., 15°47′41″ v. d.                                                                                            | 14. října 2024    | Selma Fuchsová |
|         | ZDE ŽILA GERTA FUCHSOVÁ NAR. 1914 DEPORTOVÁNA 1942 DO TEREZÍNA ZAVRAŽDĚNA 1943 V OSVĚTIMI                                                  | Obce Ležáků čp. 572 49°56′33″ s. š., 15°47′41″ v. d.                                                                                            | 14. října 2024    | Gerta Fuchsová |
|         | ZDE ŽILA ANNA JONÁŠOVÁ ROZ. MEISLOVÁ NAR. 1868 DEPORTOVÁNA 1942 DO TEREZÍNA ZAVRAŽDĚNA 25. 5. 1943                                         | dům úředníka v areálu cukrovaru čp. 259 (dům již nestojí) kámen položen před starou radnicí na Resslově náměstí 49°57′7″ s. š., 15°47′41″ v. d. | 14. října 2024    | Anna Jonášová rozená Meislová se narodila 9. ledna 1868 ve Vestci u Chrudimi. Její otec Rudolf Meisl byl obchodník v Heřmanově Městci a rodina se přestěhovala do Chrudimi. Provdala se za účetního cukrovaru Hugo Jonáše, se kterým měla dcery Emmu a Annu a syna Huga. Manžel Hugo Jonáš byl katolík, ale pravděpodobně zemřel před válkou, protože Anna nebyla chráněna smíšeným manželstvím. Anna Jonášová zemřela v Terezíně 25. května 1943. Židovské represe děti Jonášových nepostihly, dcery válku přežily, syn Hugo se zapojil do protinacistického odboje a byl v roce 1944 na Pankráci popraven. |
|         | ZDE ŽILA RŮŽENA SKALLOVÁ NAR. 1884 DEPORTOVÁNA 1942 DO TEREZÍNA ZAVRAŽDĚNA 1943 V OSVĚTIMI                                                 | Svěchyňova čp. 257 49°56′57″ s. š., 15°47′52″ v. d.                                                                                             |                   | Růžena Skallová se narodila 15. listopadu 1884. |
|         | ZDE ŽIL ARNOŠT SKALL NAR. 1882 DEPORTOVÁN 1942 DO TEREZÍNA ZAVRAŽDĚN 1943 V OSVĚTIMI                                                       | Svěchyňova čp. 257 49°56′57″ s. š., 15°47′52″ v. d.                                                                                             |                   | Arnošt Skall se narodil 6. října 1882. Působil ve vedení chrudimské obuvnické firmy F. L. Popper. |
|         | ZDE ŽILA JANA ŠONSKÁ ROZ. SKALLOVÁ NAR. 1910 DEPORTOVÁNA 1943 DO OSVĚTIMI OSVOBOZENA                                                       | Svěchyňova čp. 257 49°56′57″ s. š., 15°47′52″ v. d.                                                                                             |                   | Jana Šonská |
|         | ZDE ŽILA ADÉLA NEUFELDOVÁ ROZ. SKALLOVÁ NAR. 1880 DEPORTOVÁNA 1942 DO TEREZÍNA ZAVRAŽDĚNA 1943 V OSVĚTIMI                                  | Svěchyňova čp. 257 49°56′57″ s. š., 15°47′52″ v. d.                                                                                             |                   | Adéla Neufeldová |
|         | ZDE ŽIL KURT NEUFELD NAR. 1905 DEPORTOVÁN 1942 DO TEREZÍNA ZAVRAŽDĚN 1943 V OSVĚTIMI                                                       | Svěchyňova čp. 257 49°56′57″ s. š., 15°47′52″ v. d.                                                                                             |                   | Kurt Neufeld |
|         | ZDE ŽIL VÁCLAV RŮŽIČKA NAR. 1903 DEPORTOVÁN 1943 DO OSVĚTIMI ZAVRAŽDĚN 1943                                                                | Koželužská čp. 108 49°56′50″ s. š., 15°47′49″ v. d.                                                                                             |                   | Václav Růžička byl první romskou obětí holokaustu v Chrudimi. |

## Luže
| Obrázek | Nápis | Bydliště                                                            | Odhalení          | Jméno, život |
| ------- | --- | ------------------------------------------------------------------- | ----------------- | --- |
|         | ZDE ŽILA OLGA ČERVINKOVÁ NAR. 1888 DEPORTOVÁN 1942 DO TEREZÍNA ZAVRAŽDĚNA 1943 V OSVĚTIMI                                                  | náměstí Plk. Josefa Koukala čp. 49 49°53′37″ s. š., 16°1′40″ v. d.  | 31. srpna 2020    | Olga Červinková rozená Weissová se narodila 26. srpna 1888 v Kameničkách. S manželem Jindřichem Červinkou provozovala v Luži obchod s obilím a zemědělskými plodinami. Společně měli tři děti, dceru Irmu a syny Karla a Otu. Tesně před deportací žila Olga u své dcery Irmy a jejího mažela Josefa Kopperla v Proseči, odkud byli všichni deportováni do Terezína. |
|         | ZDE ŽIL OTA ČERVINKA NAR. 1916 DEPORTOVÁN 1942 DO TEREZÍNA ZAVRAŽDĚN 1943 V OSVĚTIMI                                                       | náměstí Plk. Josefa Koukala čp. 49 49°53′37″ s. š., 16°1′40″ v. d.  | 31. srpna 2020    | Ota Červinka se narodil 30. srpna 1916 v Luži do rodiny Jindřicha a Olgy Červinkových. Do Terezína byl deportován z Proseče, pravděpodobně z domu své starší sestry Irmy. |
|         | ZDE ŽIL ROBERT VIELGUT NAR. 1899 DEPORTOVÁN 1942 DO TEREZÍNA ZAVRAŽDĚN 1943 V OSVĚTIMI                                                     | Husova čp. 75 49°53′42″ s. š., 16°1′40″ v. d.                       | 31. srpna 2020    | Robert Vielgut se narodil 30. května 1899 ve Vídni do rodiny Leopolda Vielguta a jeho první manželky. Leopold brzy ovdověl a v roce 1904 se znovu oženil s Hermínou Beranovou ze Sv. Kateřiny. Měli společně další tři syny a Robert tedy měl tři bratry - Arnošta, Pavla a Karla. V roce 1911 se rodina přestěhovala z Vídně do Luže za rodinou Hermíny. Později zůstal v Luži jen Robert a převzal firmu svého otce. Oženil se s Martou Pamovou z Oldříše. Společně měli dceru Gaby. Otec Leopold zemřel před válkou, matka Hermína před transportem v roce 1940. Bratři Arnošt a Karel válku přežili, Pavel byl zavraděn v Dachau. Rodina Roberta Vielguta byla zvaražděna v Osvětimi. |
|         | ZDE ŽILA MARTA VIELGUTOVÁ NAR. 1904 DEPORTOVÁNA 1942 DO TEREZÍNA ZAVRAŽDĚNA 1943 V OSVĚTIMI                                                | Husova čp. 75 49°53′42″ s. š., 16°1′40″ v. d.                       | 31. srpna 2020    | Marta Vielgutová rozená Pamová se narodila 29. května 1904 v Oldřiši. Provda se na Roberta Vielguta, s nímž měla dceru Gaby. S celou rodinou byla zavražděna v Osvětimi. |
|         | ZDE ŽILA GABY VIELGUTOVÁ NAR. 1930 DEPORTOVÁNA 1942 DO TEREZÍNA ZAVRAŽDĚNA 1943 V OSVĚTIMI                                                 | Husova čp.75 49°53′42″ s. š., 16°1′40″ v. d.                        | 31. srpna 2020    | Gaby Vielgutová se narodila 17. května 1930 v Luži do rodiny Roberta a Marty Vielgutových. |
|         | ZDE ŽIL MAX ČERVINKA NAR. 1877 DEPORTOVÁN 1942 DO TEREZÍNA ZAVRAŽDĚN 1944 V OSVĚTIMI                                                       | náměstí Plk. Josefa Koukala čp. 164 49°53′37″ s. š., 16°1′45″ v. d. | 31. srpna 2020    | Max Červinka se narodil 22. února 1877 do rodiny Nathana Červinky. |
|         | ZDE ŽILA OLGA ČERVINKOVÁ ROZ. HEIMEROVÁ NAR. 1890 DEPORTOVÁNA 1942 DO TEREZÍNA ZAVRAŽDĚNA 1944 V OSVĚTIMI                                  | náměstí Plk. Josefa Koukala čp. 164 49°53′37″ s. š., 16°1′45″ v. d. | 31. srpna 2020    | Olga Červinková rozená Heimerová se narodila 25. ledna 1890. |
|         | ZDE ŽIL EMIL LÖWIT NAR. 1877 DEPORTOVÁN 1942 DO TEREZÍNA ZAVRAŽDĚN 3. 2. 1943                                                              | náměstí Plk. Josefa Koukala čp. 164 49°53′37″ s. š., 16°1′45″ v. d. | 31. srpna 2020    | Emil Löwit se narodil 2. dubna 1877 v Trutnově do rodiny Moritze a Evy Löwitových. Jeho manželkou se stala Ida Červinková a později se jim narodil syn Jiří a dcera Gerta. Emil Löwit byl s rodinou deportován v roce 1942 do Terezína, kde následujícího roku zemřel. Důvod smrti byla podle úmrtního listu cévní mozková příhoda. |
|         | ZDE ŽILA IDA LÖWITOVÁ ROZ. ČERVINKOVÁ NAR. 1885 DEPORTOVÁNA 1942 DO TEREZÍNA 1944 DO OSVĚTIMI ZAVRAŽDĚNA 8. 3. 1944                        | náměstí Plk. Josefa Koukala čp. 164 49°53′37″ s. š., 16°1′45″ v. d. | 31. srpna 2020    | Ida Löwitová rozená Červinková se narodila 16. října 1885. Byla sestrou Maxe Červinky. Společně s manželem Emilem měli dvě děti, syna Jiřího a dceru Gertu. |
|         | ZDE ŽIL JIŘÍ LÖWIT NAR. 1913 DEPORTOVÁN 1942 DO TEREZÍNA ZAVRAŽDĚN 1943 V OSVĚTIMI                                                         | náměstí Plk. Josefa Koukala čp. 164 49°53′37″ s. š., 16°1′45″ v. d. | 31. srpna 2020    | Jiří Löwit se narodil 22. února 1913 do rodiny Emila a Idy Löwitových. Byl zavražděn v Osvětimi, stejně jako jeho rodiče i rodina jeho sestry Gerty. |
|         | ZDE ŽILA GERTA DUBOVÁ ROZ. LÖWITOVÁ NAR. 1916 DEPORTOVÁNA 1942 DO TEREZÍNA ZAVRAŽDĚNA 1944 V OSVĚTIMI                                      | náměstí Plk. Josefa Koukala čp. 164 49°53′37″ s. š., 16°1′45″ v. d. | 31. srpna 2020    | Gerta Dubová rozená Löwitová se narodila 24. dubna 1916 do rodiny Emila a Idy Löwitových. Provdala se za Jiřího Duba a měsíc před transportem do Terezína porodila holčičku Evu. Celé její rodina zahynula. |
|         | ZDE ŽIL JIŘÍ DUB NAR. 1910 DEPORTOVÁN 1942 DO TEREZÍNA 1944 DO OSVĚTIMI ZAVRAŽDĚN 1945 V DACHAU                                            | náměstí Plk. Josefa Koukala čp. 164 49°53′37″ s. š., 16°1′45″ v. d. | 31. srpna 2020    | Jiří Dub se narodil 11. října 1910. Vzal si za manželku Gertu Löwitovou, sníž měl dceru Evu. Během selekce v Osvětimi byl zřejmě uznán za práceschopného. Byůl zavražděn na konci války v koncetračním táboře v Dachau. |
|         | ZDE ŽILA EVA DUBOVÁ NAR. 1942 DEPORTOVÁNA 1942 DO TEREZÍNA ZAVRAŽDĚNA 1944 V OSVĚTIMI                                                      | náměstí Plk. Josefa Koukala čp. 164 49°53′37″ s. š., 16°1′45″ v. d. | 31. srpna 2020    | Eva Dubová se narodila Jiřímu a Gertě Dubovým měsíc předtím než celá rodina nastoupila do transportu do Terezína. S matkou pravděpodobně neprošly selekcí v Osvětimi a byly hned po příjezdu zavražděny. |
|         | ZDE ŽIL RUDOLF ČERVINKA NAR. 1890 DEPORTOVÁN 1942 DO TEREZÍNA ZAVRAŽDĚN 1943 V OSVĚTIMI                                                    | náměstí Plk. Josefa Koukala čp. 53 49°53′38″ s. š., 16°1′40″ v. d.  | 31. srpna 2020    | Rudolf Červinka se narodil 7. října 1890 v Žamberku. V roce 1921 se přestěhoval ke strýcovi Adolfu Weissovi a tetě Julii Weissové (rozené Červinkové) do Luže. Pracoval jako obchodní příručí v obchodě se střižním zbožím, který patřil jeho strýci. Strýc i teta zemřeli ještě před válkou, ale Rudolf Červinka byl z Luže deportován do Terezína. Odtud dále do Osvětimi, kde byl zavražděn. |
|         | ZDE ŽILA MUDR. PESIE ꞌPOLAꞌ KOPPERLOVÁ ROZ. ELISONOVÁ NAR. 1902 DEPORTOVÁNA 1942 DO TEREZÍNA 1943 DO OSVĚTIMI DO BERGEN-BELSENU OSVOBOZENA | Košumberk čp. 84 49°53′9″ s. š., 16°1′59″ v. d.                     | 31. srpna 2020    | MUDr. Pesie Kopperlová pocházela z Kišiněva. Její otec byl advokátem. Rodina přečkala antisemitské nálady o židovské pogromy, které byly i na začátku 20. století úřady carského Ruska tolerovány. V roce 1921 Pesie Elisonová odjela do Prahy studovat lékařskou fakultu Univerzity Karlovy. Od roku 1930 pracovala v Zemském léčebném ústavu v Luži, kde pečovala o děti nakažené tuberkulózou. |
|         | ZDE ŽILA ELEONORA REITEROVÁ ROZ. STEINEROVÁ NAR. 1863 DEPORTOVÁNA 1942 DO TEREZÍNA ZAVRAŽDĚNA 8. 3. 1943                                   | Jeronýmova čp. 43 49°53′35″ s. š., 16°1′36″ v. d.                   | 17. července 2022 | Eleonora Reiterová rozená Steinerová se narodila 3. února 1863 jako nejmladší dcera Markuse a Pauliny Steinerových. V dětství přišla o otce a vyrůstala s maminkou a sourozenci v Luži. Později se provdala za Eduarda Reitera, se kterým měla jediného syna Karla. Její manžel rodinu ještě před narozením syna opustil a odjel do Ameriky, kde později i zemřel. Eleonora žila se svou matkou Paulinou, která měla mlékařství, a sestrou Cecílií. Po smrti matky sestry zakoupily dům v Jeronýmově ulici, kde žily i s rodinou Eleonořina syna Karla. Eleonora byla stejně jako celá její rodina v roce 1942 deportována do Terezína, kde zahynula. |
|         | ZDE ŽIL KAREL REITER NAR. 1894 DEPORTOVÁN 1942 DO TEREZÍNA 1943 DO OSVĚTIMI ZAVRAŽDĚN                                                      | Jeronýmova čp. 43 49°53′35″ s. š., 16°1′36″ v. d.                   | 17. července 2022 | Karel Reiter se narodil 15. února 1894. Otce Eduarda Reitera pravděpodobně nikdy nepoznal a vyrůstal s matkou Eleonorou. Oženil se s Annou Neumannovou, se kterou měl čtyři děti - dcery Zdeňku a Věru a syny Jiřího a Otakara. Karel a Anna Reiterovi se se svými dětmi přestěhovali přes ulici do většího domu čp. 124. Karel provozoval obchod s kůžemi. Během okupace se rodina znovu musela sestěhovat do domu Karlovy matky Eleonory Reiterové. Celá rodina byla deportována do Terezína, odkud byli Karel, jeho žena Anna a synové Jiří a Otakar v září 1943 přesunuti do Osvětimi, kde byli zavražděni. |
|         | ZDE ŽILA ANNA REITEROVÁ ROZ. NEUMANNOVÁ NAR. 1892 DEPORTOVÁNA 1942 DO TEREZÍNA 1943 DO OSVĚTIMI ZAVRAŽDĚNA                                 | Jeronýmova čp. 43 49°53′35″ s. š., 16°1′36″ v. d.                   | 17. července 2022 | Anna Reiterová rozená Neumannová se narodila 20. dubna 1891 nebo 1892 v Srbsku. Byla manželkou Karla Reitera, s nímž měla čtyři děti. Stejně jako celá její rodina, zemřela v Osvětimi. |
|         | ZDE ŽILA ZDEŇKA ASCHERMANNOVÁ ROZ. REITEROVÁ NAR. 1917 DEPORTOVÁNA 1942 DO TEREZÍNA 1944 DO OSVĚTIMI ZAVRAŽDĚNA                            | Jeronýmova čp. 43 49°53′35″ s. š., 16°1′36″ v. d.                   | 17. července 2022 | Zdeňka Aschermannová rozená Reiterová se narodila 2. července 1917 Karlu a Anně Reiterovým. V roce 1940 se v lužské synagoze provdala za Jaroslava Aschermanna. Rodina žila v domě babičky Eleonory a narodila se jim dcera Hana. Společně s manželem a dcerou byli vypraveni jedním z posledním transportů do Osvětimi v říjnu 1944. Zdeňka s tříletou dceru pravděpodobně neprošly selekcí a byly zavražděny v plynové komoře v Osvětimi. |
|         | ZDE ŽIL JAROSLAV ASCHERMANN NAR. 1910 DEPORTOVÁN 1942 DO TEREZÍNA 1944 DO OSVĚTIMI, KAUFERINGU ZAVRAŽDĚN 6. 1. 1945 V DACHAU               | Jeronýmova čp. 43 49°53′35″ s. š., 16°1′36″ v. d.                   | 17. července 2022 | Jaroslav Aschermann se narodil 24. března 1910. Byla synem Ludvíka a Jany Aschermannových z Luže. V roce 1940 si vzal za manželku Zdeňku Reiterovou, s níž měl dceru Hanu. Jaroslav Aschermann v Osvětimi prošel selekcí a byl přidělen na práci. Postupně se dostal do koncentračního tábora Dachau, kde na začátku roku 1945 zemřel. |
|         | ZDE ŽILA HANA ASCHERMANNOVÁ NAR. 1941 DEPORTOVÁNA 1942 DO TEREZÍNA 1943 DO OSVĚTIMI ZAVRAŽDĚNA                                             | Jeronýmova čp. 43 49°53′35″ s. š., 16°1′36″ v. d.                   | 17. července 2022 | Hana Aschermannová se narodila 29. září 1941 v Luži do rodiny Jaroslava a Zdeňky Aschermannových. |
|         | ZDE ŽIL JIŘÍ REITER NAR. 1921 DEPORTOVÁN 1942 DO TEREZÍNA 1943 DO OSVĚTIMI ZAVRAŽDĚN                                                       | Jeronýmova čp. 43 49°53′35″ s. š., 16°1′36″ v. d.                   | 17. července 2022 | Jiří Reiter se narodil 7. března 1921 do rodiny Karla a Anny Reiterových. Byl účněm v oblasti drogerie. Stejně jako celá jeho rodina, zemřel v Osvětimi. |
|         | ZDE ŽILA VĚRA REITEROVÁ NAR. 1923 DEPORTOVÁNA 1942 DO TEREZÍNA 1943 DO OSVĚTIMI ZAVRAŽDĚNA                                                 | Jeronýmova čp. 43 49°53′35″ s. š., 16°1′36″ v. d.                   | 17. července 2022 | Věra Reiterová se narodila 1. ledna 1923 do rodiny Karla a Anny Reiterových. Stejně jako celá její rodina, zemřela v Osvětimi. |
|         | ZDE ŽIL OTAKAR REITER NAR. 1934 DEPORTOVÁN 1942 DO TEREZÍNA 1943 DO OSVĚTIMI ZAVRAŽDĚN                                                     | Jeronýmova čp. 43 49°53′35″ s. š., 16°1′36″ v. d.                   | 17. července 2022 | Otakar Reiter se narodil 10. ledna 1934 do rodiny Karla a Anny Reiterových. Stejně jako celá jeho rodina, zemřel v Osvětimi. |
|         | ZDE ŽILA BERTA FREUNDOVÁ ROZ. MILRADOVÁ NAR. 1884 DEPORTOVÁNA 1942 DO TEREZÍNA ZAVRAŽDĚNA 20. 2. 1943                                      | Jeronýmova čp. 42 49°53′35″ s. š., 16°1′36″ v. d.                   | 17. července 2022 | Berta Freundová rozená Milradová (Mühlradová) se narodila 7. dubna 1884 ve Svratce. Byla dcerou Veronika Antonie rozené Steinerová, jejíž dvě sestry Eleonora Reiterová a Cecilie Steinerová žily v Luži. Byla druhou manželkou Adolfa Freunda. Ten do Luže přišel v roce 1910, stal se šámesem a pracoval jako dělník v obuvnické továrně. S ním měla dceru Růženu a syna Josefa. Berta Freundová ovdověla v roce 1939. Společně s dětmi byla do Terezína transportována v rposince 1942. Zemřela 20. února 1943 v Terezíně. |
|         | ZDE ŽIL MAXMILIÁN MILRAD NAR. 1880 DEPORTOVÁN 1942 DO TEREZÍNA 1943 DO OSVĚTIMI ZAVRAŽDĚN                                                  | Jeronýmova čp. 42 49°53′35″ s. š., 16°1′36″ v. d.                   | 17. července 2022 | Maximilian Milrad se narodil 28. června 1880 v Luži. Byl bratrem Berty Freundové. Oženil se se Zdeňkou Hermannovou. Společně žili v Praze a měli syna Jiřího. Manželé se v roce 1932 rozvedli. Maximilian se po okupaci vrátil k sestře do rodné Luže. Odtud byl s rodinou své sestry deportován do Terezína. Dále byl se svou neteří Růženou Freundovou odvezen do Osvětimi, kde byl zavražděn. |
|         | ZDE ŽILA RŮŽENA FREUNDOVÁ NAR. 1918 DEPORTOVÁNA 1942 DO TEREZÍNA 1943 DO OSVĚTIMI ZAVRAŽDĚNA                                               | Jeronýmova čp. 42 49°53′35″ s. š., 16°1′36″ v. d.                   | 17. července 2022 | Růžena Freundová se narodila 2. září 1918 do rodiny Berty a Adolfa Frendových. Z otcova prvního manželství měla tři nevlastní sourozence a vlastního bratra Josefa. Otec zemřel na začátku války a zbytek rodiny byl deportován do Terezína. Růžena Freundová se v roce 1943 dostala do tzv. terezínského rodinného tábora v Osvětimi Březince, kde byla s mnoha dalšími zavražděna v noci z 8. na 9. března 1944 při likvidaci tábora. |
|         | ZDE ŽIL JOSEF FREUND NAR. 1919 DEPORTOVÁN 1942 DO TEREZÍNA 1943 DO OSVĚTIMI ZAVRAŽDĚN                                                      | Jeronýmova čp. 42 49°53′35″ s. š., 16°1′36″ v. d.                   | 17. července 2022 | Josef Freund se narodil 13. září 1919 do rodiny Berty a Adolfa Frendových. Z otcova prvního manželství měl tři nevlastní sourozence a vlastní sestru Růženu. Těsně před válkou odešel studovat do Prahy a snažil se vycestovat ze země, to se mu nepodařilo. Otec zemřel na začátku války a Josef Freund byl se zbytkem rodiny deportován do Terezína. Do Osvětimi byl odvezen jako poslední z rodiny v září 1944. Bohužel i on byl v táboře pravděpodobně zavražděn. |
|         | ZDE ŽIL MUDR. ALEXANDER SCHWITZER-SLOBODA NAR. 1910 ZATČEN 1941 DEPORTOVÁN NA SLOVENSKO PŘEŽIL V ÚKRYTU                                    | náměstí Plk. Josefa Koukala čp. 49 49°53′37″ s. š., 16°1′39″ v. d.  | 17. července 2022 | MUDr. Alexander Schwitzer-Sloboda byl slovenský lékař, který pracoval v léčebně v Luži na Košumberku. Narodil se 23. června 1910 v Novém Městě nad Váhom. Studoval v Paříži a Bratislavě, kde v roce 1934 promoval na lékařské fakultě. Do Luže přišel pravděpodobně v průběhu 30. let 20. století a bydlel na náměstí u rodiny Červinkových. V roce 1941 byl v Luži zatčen a deportován na Slovensko. Pokračoval v práci v nemocnici s Liptovském Mikuláši, kde se setkal se svou budoucí manželkou Juditou Haasovou. Také ona byla židovského původu. Před transportem je zachránila svatba a profese Alexandra Schwitzera, který dál pracoval v nemocnici. Postupně se manželé stali členy odboje a partyzánské jednotky v Nízkých Tatrách. V koncentračních táborech zahynula část jeho rodiny. Manželé Schwitzerovi byli osvobozeni v Bánské Bystrici. Za činnost v odboji dostali vyznamenání. Alexander si krátce po válce změnil příjmení na Sloboda. Po roce 1968 rodina emigrovala do Švýcarska. |

## Miřetice
| Obrázek | Nápis | Bydliště                                        | Odhalení      | Jméno, život |
| ------- | --- | ----------------------------------------------- | ------------- | --- |
|         | ZDE ŽIL JIŘÍ KRAUS NAR. 1881 DEPORTOVÁN 1942 DO TEREZÍNA ZAVRAŽDĚN 1943 V OSVĚTIMI                           | Miřetice čp. 1 49°50′39″ s. š., 15°53′15″ v. d. | 13. září 2021 | Jiří Kraus se narodil 24. října 1881 ve Smrčku do rodiny výrobce a prodejce lihovin Hynka Krause a jeho ženy Barbory rozené Bockové. Po odchodu rodičů do Slatiňan zůstal v Miřeticích a spravoval rodinnou výrobnu lihovin. Vzal si za manželku Martu Winternitzovou. Krausovi se na nějaký čas z Miřetic odstěhovali a vrátili se v roce 1927 již se synem Zdeňkem. Dále provozovali také sodovkárnu, kde zaměstnávali řadu místních. V roce 1941 se museli kvůli rasovým restrikcím podnikání vzdát. Byl s rodinou deportován do Terezína a později do Osvětimi, kde zřejmě neprošel selekcí a ihned byl zavražděn v plynové komoře. |
|         | ZDE ŽILA MARTA KRAUSOVÁ ROZ. WINTERNITZOVÁ NAR. 1886 DEPORTOVÁNA 1942 DO TEREZÍNA ZAVRAŽDĚNA 1943 V OSVĚTIMI | Miřetice čp. 1 49°50′39″ s. š., 15°53′15″ v. d. | 13. září 2021 | Marta Krausová rozená Winternitzová se narodila 6. září 1886. Provdala se za Jiřího Krause, s nímž měla syna Zdeňka. Byla s rodinou deportována do Terezína a později do Osvětimi, kde zřejmě neprošla selekcí a ihned byl zavražděna v plynové komoře. |
|         | ZDE ŽIL ZDENĚK KRAUS NAR. 1824 DEPORTOVÁN 1942 DO TEREZÍNA ZAVRAŽDĚN 1943 V OSVĚTIMI                         | Miřetice čp. 1 49°50′39″ s. š., 15°53′15″ v. d. | 13. září 2021 | Zdeněk Kraus se narodil 17. října 1924 v Kolíně do rodiny Jiřího a Marty Krausových. V roce 1927 se jeho rodiče vrátili zpět do Miřetic. Onse zde později učil řemeslu v místní kovárně. Učení ale nedokončil, protože byl s rodiči deportován od Terezína a poté do Osvětimi, kde všichni zahynuli. |

## Pardubice
| Obrázek | Nápis | Bydliště                                                             | Odhalení | Jméno, život                            |
| ------- | --- | -------------------------------------------------------------------- | -------- | --------------------------------------- |
|         | ZDE ŽIL PAVEL BAUER NAR. 1886 DEPORTOVÁN 1942 DO TEREZÍNA ZAVRAŽDĚN 1.7.1942                                    | Perštýnské náměstí čp. 77 50°2′17″ s. š., 15°46′42″ v. d.            |          | Bauer Pavel                             |
|         | ZDE ŽIL AUGUSTA BAUEROVÁ ROZ. ÖSTERREICHEROVÁ NAR. 1892 DEPORTOVÁNA 1942 DO TEREZÍNA ZAVRAŽDĚNA 1943 V OSVĚTIMI | Perštýnské náměstí čp. 77 50°2′17″ s. š., 15°46′42″ v. d.            |          | Bauerová Augusta roz. Österreicherová   |
|         | ZDE ŽIL EDUARD FREUND NAR. 1877 DEPORTOVÁN 1942 DO TEREZÍNA ZAVRAŽDĚN 1943 V OSVĚTIMI                           | ulice Karla IV. čp. 13 50°2′13″ s. š., 15°46′46″ v. d.               |          | Freund Eduard                           |
|         | ZDE ŽIL EUGEN FREUND NAR. 1909 ZATČEN 1942 ZAVRAŽDĚN 2.7.1942 V PARDUBICÍCH                                     | ulice Karla IV. čp. 13 50°2′13″ s. š., 15°46′46″ v. d.               |          | Freund Eugen                            |
|         | ZDE ŽILA EMILIE FREUNDOVÁ ROZ. KLEINOVÁ NAR. 1877 DEPORTOVÁNA 1942 DO TEREZÍNA ZAVRAŽDĚNA 1943 V OSVĚTIMI       | ulice Karla IV. čp. 13 50°2′13″ s. š., 15°46′46″ v. d.               |          | Freundová Emilie roz. Kleinová          |
|         | ZDE ŽIL OTTO FREUND NAR. 1901 DEPORTOVÁN 1942 DO TEREZÍNA ZAVRAŽDĚN 1943 V OSVĚTIMI                             | ulice Nerudova čp. 894 50°2′3″ s. š., 15°45′57″ v. d.                |          | Freund Otto                             |
|         | ZDE ŽIL RUDOLF FREUND NAR. 1902 DEPORTOVÁN 1942 DO TEREZÍNA ZAVRAŽDĚN 1944 V OSVĚTIMI                           | ulice Nerudova čp. 894 50°2′3″ s. š., 15°45′57″ v. d.                |          | Freund Rudolf                           |
|         | ZDE ŽILA ANNA FREUNDOVÁ ROZ. HÖNIGSFELDOVÁ NAR. 1909 DEPORTOVÁNA 1942 DO TEREZÍNA ZAVRAŽDĚNA 1944 V OSVĚTIMI    | ulice Nerudova čp. 894 50°2′3″ s. š., 15°45′57″ v. d.                |          | Freundová Anna roz. Hönigsfeldová       |
|         | ZDE ŽILA ELSA FREUNDOVÁ ROZ. KAFKOVÁ NAR. 1880 DEPORTOVÁNA 1942 DO TEREZÍNA ZAVRAŽDĚNA 1944 V OSVĚTIMI          | ulice Nerudova čp. 894 50°2′3″ s. š., 15°45′57″ v. d.                |          | Freundová Elsa roz. Kafková             |
|         | ZDE ŽILA ILONA FREUNDOVÁ NAR. 1931 DEPORTOVÁNA 1942 DO TEREZÍNA ZAVRAŽDĚNA 1944 V OSVĚTIMI                      | ulice Nerudova čp. 894 50°2′3″ s. š., 15°45′57″ v. d.                |          | Freundová Ilona                         |
|         | ZDE ŽILA NORA LEA FREUNDOVÁ NAR. 1934 DEPORTOVÁNA 1942 DO TEREZÍNA ZAVRAŽDĚNA 1944 V OSVĚTIMI                   | ulice Nerudova čp. 894 50°2′3″ s. š., 15°45′57″ v. d.                |          | Freundová Nora Lea                      |
|         | ZDE ŽIL LEO FÜRNBERG NAR. 1896 INTERNOVÁN 1942 V PRAZE DEPORTOVÁN 1943 DO TEREZÍNA OSVOBOZEN                    | Teplého čp. 1598 50°1′38″ s. š., 15°46′4″ v. d.                      |          | Fürnberg Leo                            |
|         | ZDE ŽIL KURT FÜRNBERG NAR. 1930 DEPORTOVÁN 1942 DO TEREZÍNA OSVOBOZEN                                           | Teplého čp. 1598 50°1′38″ s. š., 15°46′4″ v. d.                      |          | Fürnberg Kurt                           |
|         | ZDE ŽILA PAVLA FÜRNBERGOVÁ ROZ. HAUSEROVÁ NAR. 1902 DEPORTOVÁNA 1942 DO TEREZÍNA OSVOBOZENA                     | Teplého čp. 1598 50°1′38″ s. š., 15°46′4″ v. d.                      |          | Fürnbergová Pavla roz. Hauserová        |
|         | ZDE ŽIL ING. RUDOLF GOTTLIEB NAR. 1909 DEPORTOVÁN 1942 DO TEREZÍNA ZAVRAŽDĚN 1943 V OSVĚTIMI                    | Perštýnské náměstí čp. 4 50°2′20″ s. š., 15°46′45″ v. d.             |          | Gottlieb Rudolf                         |
|         | ZDE ŽILA HANA GOTTLIEBOVÁ ROZ. ADLEROVÁ NAR. 1921 DEPORTOVÁNA 1942 DO TEREZÍNA ZAVRAŽDĚNA 1943 V OSVĚTIMI       | Perštýnské náměstí čp. 4 50°2′20″ s. š., 15°46′45″ v. d.             |          | Gottliebová Hana roz. Adlerová          |
|         | ZDE ŽIL RICHARD KAČER NAR. 1879 DEPORTOVÁN 1942 DO TEREZÍNA ZAVRAŽDĚN 26.12.1942                                | ulice Polská čp. 529 50°2′16″ s. š., 15°47′2″ v. d.                  |          | Kačer Richard                           |
|         | ZDE ŽILA IDA KAČEROVÁ ROZ. FLEISCHNEROVÁ NAR. 1892 DEPORTOVÁNA 1942 DO TEREZÍNA ZAVRAŽDĚNA 1943 V OSVĚTIMI      | ulice Polská čp. 529 50°2′16″ s. š., 15°47′2″ v. d.                  |          | Kačerová Ida roz. Fleischnerová         |
|         | ZDE ŽILA HELENA KAČEROVÁ NAR. 1925 DEPORTOVÁNA 1942 DO TEREZÍNA ZAVRAŽDĚNA 1943 V OSVĚTIMI                      | ulice Polská čp. 529 50°2′16″ s. š., 15°47′2″ v. d.                  |          | Kačerová Helena                         |
|         | ZDE ŽIL MUDR. OTTO KLEPETÁŘ NAR. 1900 DEPORTOVÁN 1942 DO TEREZÍNA ZAVRAŽDĚN 1943 V OSVĚTIMI                     | Perštýnské náměstí čp. 48 50°2′20″ s. š., 15°46′48″ v. d.            |          | Klepetář Otto                           |
|         | ZDE ŽIL JIŘÍ KRAUS NAR. 1903 ODEVZDAL SE SMRTI 19.9.1942 V PARDUBICÍCH                                          | ulice Hronovická čp. 1470 50°2′3″ s. š., 15°46′33″ v. d.             |          | Kraus Jiří                              |
|         | ZDE ŽIL ING. KAREL MUNK NAR. 1893 DEPORTOVÁN 1942 DO TEREZÍNA ZAVRAŽDĚN 1944 V OSVĚTIMI                         | Palackého třída čp. 217, přednádraží 50°1′58″ s. š., 15°45′29″ v. d. |          | Munk Karel                              |
|         | ZDE ŽIL VLADIMÍR MUNK NAR. 1925 DEPORTOVÁN 1942 DO TEREZÍNA 1944 DO OSVĚTIMI OSVOBOZEN                          | Palackého třída čp. 217, přednádraží 50°1′58″ s. š., 15°45′29″ v. d. |          | Munk Vladimír                           |
|         | ZDE ŽILA HERMÍNA MUNKOVÁ ROZ. GEŠMAYOVÁ NAR. 1903 DEPORTOVÁNA 1942 DO TEREZÍNA ZAVRAŽDĚNA 1944 V OSVĚTIMI       | Palackého třída čp. 217, přednádraží 50°1′58″ s. š., 15°45′29″ v. d. |          | Munková Hermína roz. Gešmayová          |
|         | ZDE ŽIL PAVEL ÖSTERREICH NAR. 1894 DEPORTOVÁN 1942 DO TEREZÍNA ZAVRAŽDĚN 1943 V OSVĚTIMI                        | Perštýnské náměstí čp. 77 50°2′17″ s. š., 15°46′42″ v. d.            |          | Österreicher Pavel                      |
|         | ZDE ŽIL BENNO ÖSTERREICH NAR. 1896 DEPORTOVÁN 1942 DO TEREZÍNA ZAVRAŽDĚN 1943 V OSVĚTIMI                        | Perštýnské náměstí čp. 77 50°2′17″ s. š., 15°46′42″ v. d.            |          | Österreicher Benno                      |
|         | ZDE ŽILA LEOKADIE ÖSTERREICHEROVÁ ROZ. FREUNDOVÁ NAR. 1857 DEPORTOVÁNA 1943 DO TEREZÍNA ZAVRAŽDĚNA 26.2.1944    | Perštýnské náměstí čp. 77 50°2′17″ s. š., 15°46′42″ v. d.            |          | Österreicherová Leokadie roz. Freundová |
|         | ZDE ŽILA MARKÉTA ÖSTERREICHEROVÁ NAR. 1892 DEPORTOVÁNA 1942 DO TEREZÍNA ZAVRAŽDĚNA 1943 V OSVĚTIMI              | Perštýnské náměstí čp. 77 50°2′17″ s. š., 15°46′42″ v. d.            |          | Österreicherová Markéta                 |
|         | ZDE ŽILA BERTA ÖSTERREICHEROVÁ ROZ. FRIEDMANNOVÁ NAR. 1866 DEPORTOVÁNA 1942 DO TEREZÍNA ZAVRAŽDĚNA 21.3.1943    | Perštýnské náměstí čp. 77 50°2′17″ s. š., 15°46′42″ v. d.            |          | Österreicherová Berta roz. Friedmannová |
|         | ZDE ŽIL EMIL PICK NAR. 1872 DEPORTOVÁN 1942 DO TEREZÍNA ZAVRAŽDĚN 1943 V OSVĚTIMI                               | ulice Hronovická čp. 1470 50°2′3″ s. š., 15°46′33″ v. d.             |          | Pick Emil                               |
|         | ZDE ŽILA JANA PICKOVÁ ROZ. BEEROVÁ NAR. 1889 DEPORTOVÁNA 1942 DO TEREZÍNA ZABRAŽDĚNA 1943 V OSVĚTIMI            | ulice Hronovická čp. 1470 50°2′3″ s. š., 15°46′33″ v. d.             |          | Picková Jana roz. Beerová               |
|         | ZDE ŽIL OSKAR PICK NAR. 1903 DEPORTOVÁN 1942 DO TEREZÍNA 1943 DO OSVĚTIMI ZAVRAŽDĚN 28.2.1943                   | ulice K Višňovce čp. 1751 50°1′35″ s. š., 15°46′18″ v. d.            |          | Pick Oskar                              |
|         | ZDE ŽILA IRENA PICKOVÁ ROZ. RÚŽIČKOVÁ NAR. 1894 DEPORTOVÁNA 1942 DO TEREZÍNA ZAVRAŽDĚNA 1943 V OSVĚTIMI         | ulice K Višňovce čp. 1751 50°1′35″ s. š., 15°46′18″ v. d.            |          | Picková Irena roz. Růžičková            |
|         | ZDE ŽIL PETR PTAČOVSKÝ NAR. 1942 INTERNOVÁN 1944 V PRAZE-HAGISBORU DEPORTOVÁN 1945 DO TEREZÍNA OSVOBOZEN        | Perštýnské náměstí čp. 79 50°2′18″ s. š., 15°46′41″ v. d.            |          | Ptačovský Petr                          |
|         | ZDE ŽILA LILY PTAČOVSKÁ NAR. 1921 INTERNOVÁN 1944 V PRAZE-HAGISBORU DEPORTOVÁNA 1945 DO TEREZÍNA OSVOBOZENA     | Perštýnské náměstí čp. 79 50°2′18″ s. š., 15°46′41″ v. d.            |          | Ptačovská Lily roz. Picková             |
|         | ZDE ŽILA BERTA ROŠTEJNSKÁ ROZ. KATZOVÁ NAR. 1903 DEPORTOVÁNA 1942 DO TEREZÍNA ZAVRAŽDĚNA 1943 V OSVĚTIMI        | Pernerova čp. 1868 50°2′18″ s. š., 15°46′17″ v. d.                   |          | Roštejnská Berta roz. Katzová           |
|         | ZDE ŽIL RUDOLF WEINER NAR. 1882 DEPORTOVÁN 1942 DO FLOSSENBURGU ZAVRAŽDĚN 1.7.1942                              | Perštýnské náměstí čp. 79 50°2′18″ s. š., 15°46′41″ v. d.            |          | Weiner Rudolf                           |
|         | ZDE ŽILA RŮŽENA WEINEROVÁ ROZ. JELÍNKOVÁ NAR. 1880 DEPORTOVÁNA 1942 DO TEREZÍNA ZAVRAŽDĚNA 1943 V OSVĚTIMI      | Perštýnské náměstí čp. 79 50°2′18″ s. š., 15°46′41″ v. d.            |          | Weinerová Růžena roz. Jelínková         |
|         | ZDE ŽILA HELENA WEINEROVÁ NAR. 1914 DEPORTOVÁNA 1942 DO TEREZÍNA ZAVRAŽDĚNA 1943 V OSVĚTIMI                     | Perštýnské náměstí čp. 79 50°2′18″ s. š., 15°46′41″ v. d.            |          | Weinerová Helena                        |
|         | ZDE ŽILA MARKÉTA ZENKEROVÁ ROZ. NADELFESTOVÁ NAR. 1893 DEPORTOVÁNA 1942 DO TEREZÍNA ZAVRAŽDĚNA 1944 V OSVĚTIMI  | Perštýnské náměstí čp. 77 50°2′17″ s. š., 15°46′42″ v. d.            |          | Zenkerová Markéta roz. Nadelfestová     |

## Polička
| Obrázek | Nápis | Bydliště                                          | Odhalení        | Jméno, život |
| ------- | --- | ------------------------------------------------- | --------------- | --- |
|         | ZDE ŽIL GUSTAV FUCHS NAR. 26. 6. 1867 DEPORTOVÁN 5.12.1942 DO TEREZÍNA ZAVRAŽDĚN 15.4.1943 V TEREZÍNĚ                           | Riegerova čp. 25 49°42′49″ s. š., 16°15′54″ v. d. | 8. března 2022  | Gustav Fuchs se narodil 26. června 1867 v Poličcce. Byl synem obuvníka Josefa Fuchse a jeho manželky Luisy. V roce 1900 se oženil s Malvínou Silbersternovou. Jako úředník žil v Plzni, Mostu i v Praze, ale v druhé polovině 30. let se vrátil do Poličky, odkud byl vypraven do Terezína. |
|         | ZDE ŽIL ARNOŠT ŠLESINGER NAR. 21.1.1896 DEPORTOVÁN 5.12.1942 DO TEREZÍNA ZAVRAŽDĚN 1943 V OSVĚTIMI                              | Riegerova čp. 25 49°42′49″ s. š., 16°15′54″ v. d. | 8. března 2022  | Arnošt Šlesinger se narodil 21. ledna 1896 v Poličce. Byl synem Zikmunda a Eleonory Schlesingerových. Vlastnil v Poličce pánské krejčovství. V roce 1923 se oženil s Eliškou/Ellou Schwarzovou. |
|         | ZDE ŽILA ELLA ŠLESINGEROVÁ NAR. 30.7.1892 DEPORTOVÁNA 5.12.1942 DO TEREZÍNA ZAVRAŽDĚNA 1943 V OSVĚTIMI                          | Riegerova čp. 25 49°42′49″ s. š., 16°15′54″ v. d. | 8. března 2022  | Ella Šlesingerová se narodila 30. července 1892 v Moravské Ostravě. Byla dcerou zlatníka Isidora Schwarze a jeho manželky Hermíny, rozené Fuchsové. Poprvé se provdala ve Vídni za JUDr. Jakuba Edela, se kterým měla syna Waltera a v roce 1921 se rozvedla. |
|         | ZDE ŽILA EDITA ŠLESINGEROVÁ NAR. 10.7.1924 DEPORTOVÁNA 5.12.1942 DO TEREZÍNA ZAVRAŽDĚNA 1943 V OSVĚTIMI                         | Riegerova čp. 25 49°42′49″ s. š., 16°15′54″ v. d. | 8. března 2022  | Edita Šlesingerová se narodila 10. července 1924 v Poličce. Jejími rodiči byli Arnošt a Ella Šlesingerovi. |
|         | ZDE ŽIL RUDOLF DEUTSCH NAR. 6.5.1890 ZATČEN V ČERVNU 1941 ZAVRAŽDĚN 1943 V OSVĚTIMI                                             | Riegerova čp. 25 49°42′49″ s. š., 16°15′54″ v. d. | 8. března 2022  | Rudolf Deutsch se narodil 6. května 1890 ve Zbizubech Jindřichu a Antonii Deutschovým. Účastnil se první světvé války na italksé frontě. Byl úředníkem poličské pobočky Hořické mechanické tkalcovny Em. Feuerstein a spol. V roce 1913 se oženil s Olgou Schlesingerovou, s níž měl čtyři syny: Viktora, Jiřího, Arnošta a Zdeňka. Byl zatčen 26. června 1941 a umísten do vězení v Ichtershausenu. V létě roku 1942 byl souzen za finanční podporu tehdy zakázané KSČ. Podle výpovědi spoluvězně byl po výkonu trestu odvezen do Osvětimi. |
|         | ZDE ŽILA OLGA DEUTSCHOVÁ NAR. 24.11.1891 DEPORTOVÁNA 5.12.1942 DO TEREZÍNA ZAVRAŽDĚNA 1943 V OSVĚTIMI                           | Riegerova čp. 25 49°42′49″ s. š., 16°15′54″ v. d. | 8. března 2022  | Olga Deutschová se narodila 24. listopadu 1891 v Poličce. jejími rodiči byli Zikmund a Eleonora Schlesingerovi. Před sňatkem s Rudolfem Deutschem pracovala jako dělnice v módním závodě klobouků. S manželem měla čtyři syny: Viktora, Jiřího, Arnošta a Zdeňka. Nejstarší syn Viktor jako jediný z rodiny válku přežil. Studium medicíny se rozhodl dodělat v Bělehradě, což se mu kvůli válce nepodařilo. Po delší době se dostal do Velké Británie, kde se stal vojenským lékařem. Přijal příjmení Dennis a účastnil se invaze a bojů ve Francii.                                                                                           |
|         | ZDE ŽIL JIŘÍ DEUTSCHNAR. 10.11.1917 DEPORTOVÁN 5.12.1942 DO TEREZÍNA ZAVRAŽDĚN 1943 V OSVĚTIMI                                  | Riegerova čp. 25 49°42′49″ s. š., 16°15′54″ v. d. | 8. března 2022  | Jiří Deutsch se narodil 10. listopadu 1917 Rudolfovi a Olze Deutschovým. Před transportem studoval na fakultě chemicko-technologického inženýrství ČVUT v Praze. |
|         | ZDE ŽIL ARNOŠT DEUTSCH NAR. 24.12.1918 DEPORTOVÁN 5.12.1942 DO TEREZÍNA ZAVRAŽDĚN 1943 V OSVĚTIMI                               | Riegerova čp. 25 49°42′49″ s. š., 16°15′54″ v. d. | 8. března 2022  | Arnošt Deutsch se narodil 24. prosince 1918 Rudolfovi a Olze Deutschovým. Před transportem studoval na fakultě inženýrského stavitelství ČVUT v Praze. |
|         | ZDE ŽIL ZDENĚK DEUTSCHNAR. 2.11.1922 DEPORTOVÁN 5.12.1942 DO TEREZÍNA ZAVRAŽDĚN 1943 V OSVĚTIMI                                 | Riegerova čp. 25 49°42′49″ s. š., 16°15′54″ v. d. | 8. března 2022  | Zdeněk Deutsch se narodil 2. listopadu 1922 Rudolfovi a Olze Deutschovým. Před transportem studoval na střední textilní škole v Ústí nad Orlicí. |
|         | ZDE ŽILA ELEONORA SCHLESINGEROVÁ ROZ. KLEINOVÁ NAR. 2.5.1861 DEPORTOVÁNA 5.12.1942 DO TEREZÍNA ZAVRAŽDĚNA 20.12.1942 V TEREZÍNĚ | Riegerova čp. 36 49°42′48″ s. š., 16°15′50″ v. d. | 16. března 2023 | Eleonora Schlesingerová rozená Kleinová se narodila 2. května 1861 v Zájezdci. Jejími rodiči byli Markus s Rozálie Kleinovi. Byla manželkou Zikmunda Schlesingera, který v Poličce provozoval obchod s textilem. Z manželství se narodilo pět dětí: Pavlína, Valerie, Olga, Arnošt a Otto. |
|         | ZDE ŽIL OTA SCHLESINGER NAR. 25.12.1901 DEPORTOVÁN 5.12.1942 DO TEREZÍNA ZAVRAŽDĚN 1943 V OSVĚTIMI                              | Riegerova čp. 36 49°42′48″ s. š., 16°15′50″ v. d. | 16. března 2023 | Ota Schlesinger se narodil 25. prosince 1901 v Poličce Zikmundovi a Eleonoře Schlesingerovým. Byl obchodníkem s látkami a oděvy. Oženil se se Zdeňkou Klačerovou a měli dceru Trudu a syna Jiřího. |
|         | ZDE ŽILA ZDEŇKA SCHLESINGEROVÁ ROZ. KLAČEROVÁ NAR. 30.8.1902 DEPORTOVÁNA 5.12.1942 DO TEREZÍNA ZAVRAŽDĚNA 1943 V OSVĚTIMI       | Riegerova čp. 36 49°42′48″ s. š., 16°15′50″ v. d. | 16. března 2023 | Zdeňka Schlesingerová se narodila 30. srpna 1902 v Zámrsku. Byla dcerou obchodníka Gustava Klačera a jeho mnaželky Amálie. |
|         | ZDE ŽILA TRUDA SCHLESINGEROVÁ NAR. 1.2.1926 DEPORTOVÁNA 5.12.1942 DO TEREZÍNA ZAVRAŽDĚNA 1943 V OSVĚTIMI                        | Riegerova čp. 36 49°42′48″ s. š., 16°15′50″ v. d. | 16. března 2023 | Truda Schlesingerová |
|         | ZDE ŽIL JIŘÍ SCHLESINGER NAR. 17.2.1930 DEPORTOVÁN 5.12.1942 DO TEREZÍNA ZAVRAŽDĚN 1943 V OSVĚTIMI                              | Riegerova čp. 36 49°42′48″ s. š., 16°15′50″ v. d. | 16. března 2023 | Jiří Schlesinger |
|         | ZDE ŽIL LEO SCHNEIER NAR. 25.1.1908 DEPORTOVÁN 5.12.1942 DO TEREZÍNA ZAVRAŽDĚN 1943 V OSVĚTIMI                                  | Riegerova čp. 36 49°42′48″ s. š., 16°15′50″ v. d. | 16. března 2023 | Leo Schneier se narodil 25. ledna 1908 ve Vídni zřejmě jako nemanželský syn Pavlíny Schneierové. V Poličce pracoval jako příručí u Oty Schlesingera. |
|         | ZDE ŽIL HUGO KLEIN NAR. 24.4.1889 DEPORTOVÁN 9.12.1942 DO TEREZÍNA ZAVRAŽDĚN 1943 V OSVĚTIMI                                    | Riegerova čp. 41 49°42′47″ s. š., 16°15′48″ v. d. | 7. března 2024  | Hugo Klein se narodil 24. dubna 1889 v České Třebové. Po svém otci Jindřichu Kleinovi převzal živost s koženým zbožím. V roce 1921 se oženil s Valerií Schlasingerovou a měli společně čtyři děti: Ilonu, Ota, Lily a Věru. |
|         | ZDE ŽILA VALERIE KLEINOVÁ ROZ. SCHLESINGEROVÁ NAR. 6.2.1890 DEPORTOVÁNA 9.12.1942 DO TEREZÍNA ZAVRAŽDĚNA 1943 V OSVĚTIMI        | Riegerova čp. 41 49°42′47″ s. š., 16°15′48″ v. d. | 7. března 2024  | Valerie Kleinová rozená Schlesingerová se narodila 6. února 1890 Zikmundovi a Eleonoře Schlesingerovým. Jejím bratrem byla Ota Schlesinger. |
|         | ZDE ŽILA ILONA KLEINOVÁ NAR. 1.2.1923 DEPORTOVÁNA 9.12.1942 DO TEREZÍNA ZAVRAŽDĚNA 1943 V OSVĚTIMI                              | Riegerova čp. 41 49°42′47″ s. š., 16°15′48″ v. d. | 7. března 2024  | Ilona Kleinová |
|         | ZDE ŽIL OTA KLEIN NAR. 3.11.1889 DEPORTOVÁN 9.12.1942 DO TEREZÍNA ZAVRAŽDĚN 1943 V OSVĚTIMI                                     | Riegerova čp. 41 49°42′47″ s. š., 16°15′48″ v. d. | 7. března 2024  | Ota Klein |
|         | ZDE ŽILA LILY KLEINOVÁ NAR. 19.5.1927 DEPORTOVÁNA 9.12.1942 DO TEREZÍNA ZAVRAŽDĚNA 1943 V OSVĚTIMI                              | Riegerova čp. 41 49°42′47″ s. š., 16°15′48″ v. d. | 7. března 2024  | Lily Kleinová |
|         | ZDE ŽILA VĚRA KLEINOVÁ NAR. 17.5.1931 DEPORTOVÁNA 9.12.1942 DO TEREZÍNA ZAVRAŽDĚNA 1943 V OSVĚTIMI                              | Riegerova čp. 41 49°42′47″ s. š., 16°15′48″ v. d. | 7. března 2024  | Věra Kleinová |
|         | ZDE ŽIL VILÉM KLEIN NAR. 22.3.1902 DEPORTOVÁN 9.12.1942 DO TEREZÍNA ZAVRAŽDĚN 1943 V OSVĚTIMI                                   | Riegerova čp. 41 49°42′47″ s. š., 16°15′48″ v. d. | 7. března 2024  | Vilém Klein byl mladším bratrem Hugo Kleina. Narodil se 22. března 1902 ve Stašově Jindřichovi a Josefě Kleinovým. Také se živil jako obchodník s kůžemi. Na konci 30. let 20. století musel opustit svůj dům v Hegerově ulici čp. 299 a přestěhovat se k rodině svého bratra. |
|         | ZDE ŽIL BOHDAN MINICH NAR. 2.2.1874 DEPORTOVÁN 5.12.1942 DO TEREZÍNA ZAVRAŽDĚN 1943 V OSVĚTIMI                                  | Riegerova čp. 41 49°42′47″ s. š., 16°15′48″ v. d. | 7. března 2024  | Bohdan (Theodor) Minich se narodil 2. února 1874 v Hluboké. Jeho rodiči byli Moric Minich a jeho manželka Františka. V Poličce žil od roku 1902. Byl úředníkem Hořické mechanické tkalcovny Em. Feuerstein a spol., která měla pobočku v Poličce. Se svou druhou manželkou Františkou Krausovou se oženil v roce 1912 v Praze. Narodil se jim syn Arnošt, který se vyhnul transportu a emigroval do Palestiny. Před deportací žili společně s rodinou Kleinovou na Riegerově ulici čp. 41.Po smrti poličského rabína v roce 1919 převzal vedení matrik poličského židovského matričního obvodu (oficiálně od roku 1930) a vedl je do roku 1942. |
|         | ZDE ŽILA FRANTIŠKA MINICHOVÁ NAR. 24.7.1883 DEPORTOVÁNA 5.12.1942 DO TEREZÍNA ZAVRAŽDĚNA 1943 V OSVĚTIMI                        | Riegerova čp. 41 49°42′47″ s. š., 16°15′48″ v. d. | 7. března 2024  | Františka Minichová rozená Krausová se narodila 24. července 1883 v Podole (okr. Mělník). Jejími rodiči byli Vilém a Matilda Krausovi. |

## Proseč
| Obrázek | Nápis | Bydliště                                           | Odhalení          | Jméno, život |
| ------- | --- | -------------------------------------------------- | ----------------- | --- |
|         | ZDE ŽIL SALOMON KOPPERL NAR. 1866 DEPORTOVÁN 1942 DO TEREZÍNA ZAVRAŽDĚN 15. 2. 1943                                                               | Zábořská čp. 93 49°48′6″ s. š., 16°6′42″ v. d.     | 31. srpna 2020    | Salomon Kopperl se narodil 23. července 1866 a byl synem obchodníka Bernarda Kopperleho, který vlastil krámek se smíšeným zbožím. Salomon Kopperl měl s manželkou Marií rozenou Gottliebovou dceru Annu a syny Karla, Josefa, Jindřicha a Benna. Společně s manželkou rozšířili obchod a zaměstnávali dělníky v továrně na výrobu dýmek. Manželka Marie zemřela v roce 1936. Po nacistické okupaci byla rodině Kopperlově zabavena továrna i dům a museli tak bydlet v podnájmech. Salomon zemřel nedlouho po transportu do Terezína. Z jeho dětí přežil válku jen Karel Kopperl, který v roce 1927 odešel do USA. |
|         | ZDE ŽIL JINDŘICH KOPPERL NAR. 1902 DEPORTOVÁN 1942 DO TEREZÍNA ZAVRAŽDĚN 1943 V OSVĚTIMI                                                          | Zábořská čp. 93 49°48′6″ s. š., 16°6′42″ v. d.     | 31. srpna 2020    | Jindřich Kopperl se narodil 10. prosince 1902 a byl synem Salomona a Marie Kopperlových. Spolu se svým bratrem Josefem se starali o chod rodinného podniku. Byl zavražděn spolu s rodinami svých bratrů v Osvětimi. |
|         | ZDE ŽILA MARIE KOPPERLOVÁ NAR. 1914 DEPORTOVÁNA 1942 DO TEREZÍNA ZAVRAŽDĚNA 1943 V OSVĚTIMI                                                       | Zábořská čp. 93 49°48′6″ s. š., 16°6′42″ v. d.     | 31. srpna 2020    | Marie Kopperlová se narodila 14. května 1914 v Horažďovicích. Byla zavražděna spolu s manželem Jindřichem Kopperlem v Osvětimi. |
|         | ZDE ŽIL MUDR. BENNNO KOPPERL NAR. 1904 DEPORTOVÁN 1942 DO TEREZÍNA ZAVRAŽDĚN 1943 V OSVĚTIMI                                                      | Zábořská čp. 93 49°48′6″ s. š., 16°6′42″ v. d.     | 31. srpna 2020    | MUDr. Benno Kopperl se narodil 3. března 1904 a byl synem Salomona a Marie Kopperlových. Vystudoval lékařskou fakultu Karlovy univerzity v Praze. Během války však pracoval jako nádeník u dvora v Daleticích. Byl zavražděn spolu s rodinami svých bratrů v Osvětimi. |
|         | ZDE ŽIL JOSEF KOPPERL NAR. 1909 DEPORTOVÁN 1942 DO TEREZÍNA 1943 DO OSVĚTIMI ZAVRAŽDĚN 1944                                                       | Zábořská čp. 93 49°48′6″ s. š., 16°6′42″ v. d.     | 31. srpna 2020    | Josef Kopperl se narodil 7. února 1902 a byl synem Salomona a Marie Kopperlových. Spolu se svým bratrem Jindřichem se starali o chod rodinného podniku. Byl zavražděn spolu s rodinami svých bratrů v Osvětimi. Po jejich smrti chtěl továrnu získat zpět v restituci jediný přeživší člen rodiny, v USA žijící bratr Karel Kopperl. K restituci nedošlo kvůli nastupujícímu komunistickému režimu a podání odvolání dalšího prosečského rodáka a zároveň vzdáleného příbuzného Kopperlových Gustava Bareše. Ten byl významným členem komunistické strany a většina jeho rodiny také zahynula v koncentračních táborech. |
|         | ZDE ŽILA IRMA KOPPERLOVÁ ROZ. ČERVINKOVÁ NAR. 1912 DEPORTOVÁNA 1942 DO TEREZÍNA 1943 DO OSVĚTIMI ZAVRAŽDĚNA 1944                                  | Zábořská čp. 93 49°48′6″ s. š., 16°6′42″ v. d.     | 31. srpna 2020    | Irma Kopperlová rozená Červinková se narodila 12. prosince 1912. Byla dcerou obchodníka z Luže. Společně s manželem Josefem měli syna Petra. Byla zavražděna spolu s rodinou v Osvětimi. |
|         | ZDE ŽIL PETR KOPPERL NAR. 1939 DEPORTOVÁN 1942 DO TEREZÍNA 1943 DO OSVĚTIMI ZAVRAŽDĚN 1944                                                        | Zábořská čp. 93 49°48′6″ s. š., 16°6′42″ v. d.     | 31. srpna 2020    | Petr Kopperl se narodil 7. dubna 1939 a byl synem Josef a Irmy Kopperlových. Zahynul s celou rodinou v Osvětimi. |
|         | ZDE ŽILA BOŽENA BREITENFELDOVÁ NAR. 1879 DEPORTOVÁNA 1942 DO TEREZÍNA 1943 DO OSVĚTIMI ZAVRAŽDĚNA 8. 3. 1944                                      | Zábořská čp. 9 49°48′2″ s. š., 16°6′38″ v. d.      | 12. září 2021     | Božena Breitenfeldová se narodila 3. března 1879 do rodiny Adolfa (Abraham) Breitenfelda a jeho manželky Barbory (Babety) rozené Kopperlové. Zůstala svobodná zřejmě kvůli finančním potížím rodiny. Zahynula v Osvětimi. |
|         | ZDE ŽILA ANNA BREITENFELDOVÁ NAR. 1886 DEPORTOVÁNA 1942 DO TEREZÍNA ZAVRAŽDĚNA 30. 12. 1942                                                       | Zábořská čp. 9 49°48′2″ s. š., 16°6′38″ v. d.      | 12. září 2021     | Anna Breitenfeldová se narodila 2. července 1886 do rodiny Adolfa (Abraham) Breitenfelda a jeho manželky Barbory (Babety) rozené Kopperlové. Zůstala svobodná zřejmě kvůli finančním potížím rodiny. Společně se sourozenci a jejich rodinami byla deportována do Terezína, kde zemřela na tuberkulózu. |
|         | ZDE ŽILA RŮŽENA BREITENFELDOVÁ NAR. 1890 DEPORTOVÁNA 1942 DO TEREZÍNA ZAVRAŽDĚNA 1943 V OSVĚTIMI                                                  | Zábořská čp. 9 49°48′2″ s. š., 16°6′38″ v. d.      | 12. září 2021     | Růžena Breitenfeldová se narodila 12. června 1890 do rodiny Adolfa (Abraham) Breitenfelda a jeho manželky Barbory (Babety) rozené Kopperlové. Růžena Breitenfeldová byla jejich nejmladším dítětem a jelikož se rodina po smrti otce v roce 1894 dostala do finanční tísně, musela nějaký čas strávit v židovském sirotčinci v Praze na Vinohradech. Zůstala svobodná zřejmě kvůli finančním potížím rodiny. Zahynula v Osvětimi. |
|         | ZDE ŽIL JOSEF BREITENFELD NAR. 1880 DEPORTOVÁN 1942 DO TEREZÍNA 1943 DO OSVĚTIMI ZAVRAŽDĚN 8. 3. 1944                                             | Zábořská čp. 9 49°48′2″ s. š., 16°6′38″ v. d.      | 12. září 2021     | Josef Breitenfeld se narodil 30. září 1880 do rodiny Adolfa (Abraham) Breitenfelda a jeho manželky Barbory (Babety) rozené Kopperlové. Jeho rodiče vlastnili v Záboří obchod se smíšených zbožím a později pohostinství. Později se o rodinnou živnost staral právě Josef Breitenfeld s manželkou Bertou. Jeho jediný syn Karel by zastřelen při pokusu o útěk z Mauthausenu. O necelý půl rok později Josef Breitenfeld natoupil s manželkou do transpotu do Terezína. Zahynul v Osvětimi. |
|         | ZDE ŽILA BERTA BREITENFELDOVÁ ROZ. PICKOVÁ NAR. 1874 DEPORTOVÁNA 1942 DO TEREZÍNA 1943 DO OSVĚTIMI ZAVRAŽDĚNA 8. 3. 1944                          | Zábořská čp. 9 49°48′2″ s. š., 16°6′38″ v. d.      | 12. září 2021     | Berta Breitenfeldová rozená Picková se narodila 7. července 1874. Provdala se za Josefa Breitenfelda s nímž měla syna Karla. Ten byl zastřelen při pokusu o útěk z Mauthausenu. O necelý půl rok později natoupila s manželem do transpotu do Terezína. Zahynula v Osvětimi. |
|         | ZDE ŽIL KAREL BREITENFELD NAR. 1912 ZATČEN 22. 4. 1942 VĚZNĚN V MALÉ PEVNOSTI V TEREZÍNĚ DEPORTOVÁN DO MAUTHAUSENU ZASTŘELEN NA ÚTĚKU 18. 8. 1942 | Zábořská čp. 9 49°48′2″ s. š., 16°6′38″ v. d.      | 12. září 2021     | Karel Breitenfeld se narodil do rodiny Josefa a Berty Breitenfeldových. V roce 1942 byl zatčen za poslech rádia Londýn. Byl vězněn v Pardubicích a v Terezíně. Později byl převezen do koncentračního tábora v Mauthausenu, odkud se pokusil utéct. Při tomto pokusu byl zastřelen. |
|         | ZDE ŽIL BOHUMIL BREITENFELD NAR. 1882 DEPORTOVÁN 1942 DO TEREZÍNA ZAVRAŽDĚN 1944 V OSVĚTIMI                                                       | Zábořská čp. 9 49°48′2″ s. š., 16°6′38″ v. d.      | 12. září 2021     | Bohumil (Gottlieb) Breitenfeld se narodil 2. července 1882 do rodiny Adolfa (Abrahama) Breitenfelda a jeho manželky Barbory (Babety) rozené Kopperlové. Oženil se s Karolínou rozenou Geigrovou a postupně měli tři děti. Nejstarším dítětem byl syn Gustav, poté přišla dvojčata Markéta a Vilém. Vilém zemřel ve 14 letech na tuberkulózu, další dva potomci Bohumila a Karolíny Breitenfeldových válku přežili jako jediní z rodiny. Bohumil Breitenfeld zahynul v Osvětimi. |
|         | ZDE ŽILA KAROLÍNA BREITENFELDOVÁ ROZ. GEIGROVÁ NAR. 1877 DEPORTOVÁNA 1942 DO TEREZÍNA ZAVRAŽDĚNA 23. 3. 1943                                      | Zábořská čp. 9 49°48′2″ s. š., 16°6′38″ v. d.      | 12. září 2021     | Karolína Breitenfeldová rozená Geigrová se narodila 1. října 1877. Společně se svým manželem Bohumilem Breitenfeldem měla tři děti - Gustava, Markétu a Viléma. Vilém zemřel ve 14 letech na tuberkulózu, další dva potomci Bohumila a Karolíny Breitenfeldových válku přežili jako jediní z rodiny. Karolína Breitenfeldová zahynula v Terezíně. |
|         | ZDE ŽILA MARKÉTA BREITENFELDOVÁ NAR. 1913 DEPORTOVÁNA 1942 DO TEREZÍNA OSVOBOZENA                                                                 | Zábořská čp. 9 49°48′2″ s. š., 16°6′38″ v. d.      | 12. září 2021     | Markéta Breitenfeldová se narodila v roce 1913 do rodiny Bohumila a Karolíny Breitenfeldových. Přečkala celou válku v Terezíně, kde byla v roce 1945 osvobozena. Jako jediná z rodiny přežila hrůzy koncentračního tábora. Její bratr Gustav Breitenfeld přečkal válku v exilu v Moskvě. Společně si po válce změnili příjmení Breitenfeld na Bareš. Gustav Bareš se po válce stal poslancem a stranickým ideologem KSČ. |
|         | ZDE ŽIL BEDŘICH POLÁK NAR. 1893 DEPORTOVÁN 1942 DO TEREZÍNA 1943 DO OSVĚTIMI ZAVRAŽDĚN                                                            | Podměstská čp. 191 49°48′30″ s. š., 16°6′55″ v. d. | 15. července 2022 | Bedřich Polák se narodil 15. února 1893 v Jičíně. Tamtéž vystudoval obchodní školu. V Proseči vybudoval dílnu na ruční vyšívání. S manželkou Markétou rozenou Lengsfeldovou měli dvě dcery Věru a Hanu. Bedřich Polák zahynul v Osvětimi. |
|         | ZDE ŽILA MARKÉTA POLÁKOVÁ ROZ. LENGSFELDOVÁ NAR. 1894 DEPORTOVÁNA 1942 DO TEREZÍNA 1943 DO OSVĚTIMI 1944 DO STUTTHOFU ZAVRAŽDĚNA                  | Podměstská čp. 191 49°48′30″ s. š., 16°6′55″ v. d. | 15. července 2022 | Markéta Poláková rozená Lengsfeldová se narodila 21. listopadu 1894 ve Dvoře Králové nad Labem. Pracovala jako účetní ve firmě Bernarda Kopperleho v Záboří. Po sňatku s Bedřichem Polákem se ji narodily dcery Věra a Hana. Zahynula společně s dcerou Hanou při evakuaci koncentračního tábora Stutthof. |
|         | ZDE ŽILA VĚRA SCHARPNEROVÁ ROZ. POLÁKOVÁ NAR. 1920 DEPORTOVÁNA 1941 DO TEREZÍNA DO MAUTHAUSENU OSVOBOZENA                                         | Podměstská čp. 191 49°48′30″ s. š., 16°6′55″ v. d. | 15. července 2022 | Věra Scharpnerová rozená Poláková se narodila 14. dubna 1920 do rodiny Bedřicha a Markéty Polákových. Studovala gymnázium ve Vysokém Mýtě, které z rasových důvodů nedokončila. V Praze se seznámila a později se provdala za Otu Scharpnera, který byl obchodním zástupcem. Společně byli z Prahy deportováni do Terezína a poté do Osvětimi. Byla nasazena na práce v Německu a poté přesunuta do Mauthausenu, kde se dočkala osvobození. Její manžel se osvobození také dožil, ale brzy zemřel na následky infekce. Po válce bydlela u příbuzných v Praze. V restituci částečně získala majetek po rodičích. Znovu se vdala za Hynka Munka, s nímž měla syny Jana a Petra a dceru Hanu. Jan Munk byla v letech 1990–2017 ředitelem Památníku Terezín. Věra zemřela 28. dubna 2002. |
|         | ZDE ŽILA HANA POLÁKOVÁ NAR. 1924 DEPORTOVÁNA 1942 DO TEREZÍNA 1943 DO OSVĚTIMI 1944 DO STUTTHOFU ZAVRAŽDĚNA                                       | Podměstská čp. 191 49°48′30″ s. š., 16°6′55″ v. d. | 15. července 2022 | Hana Poláková se narodila 7. února 1924 do rodiny Bedřicha a Markéty Polákových. Zahynula společně s matkou při evakuaci koncentračního tábora Stutthof. |
|         | ZDE ŽILA BERTA KOSINEROVÁ ROZ. BERANOVÁ NAR. 1881 DEPORTOVÁNA 1942 DO TEREZÍNA ZAVRAŽDĚNA 1942 V MALÉM TROSTINCI                                  | Borská čp. 125 49°48′30″ s. š., 16°6′59″ v. d.     | 30. dubna 2024    | Berta Kosinerová rozená Beranová se narodila 10. června 1881 v osadě Svatá Kateřina (okres Litomyšl) do rodiny Bernarda Berana a jeho ženy Růženy rozené Kopperlové. Dne 22. března 1903 se provdala za Emila Kosinera, který vlastnil továrnu na výšivku v Proseči. Vychovali společně několik dětí. Přes svou dceru Elišku, provdanou Fleischmanovou byla babičkou Mileny Grenfell-Baines, která 29. července 1939 odjela tzv. Wintonovým vlakem do Velké Británie. Berta Kosinerová zahynula spolu se svým manželem v koncentračním táboře Malý Trostinec. |
|         | ZDE ŽIL EMIL KOSINER NAR. 1876 DEPORTOVÁN 1942 DO TEREZÍNA ZAVRAŽDĚN 1942 V MALÉM TROSTINCI                                                       | Borská čp. 125 49°48′30″ s. š., 16°6′59″ v. d.     | 30. dubna 2024    | Emil Kosiner se narodil 1. března 1876 v Ješíně (okres Kralupy nad Vltavou) do rodiny Bernarda Kosinera a jeho ženy Julie rozené Fleischmanové. Byl obchodním zástupcem továrny na ruční vyšívání. Se svou ženou Bertou rozenou Beranovou vychovali několik dětí, dcery Marii (provdanou Adlerovou) a Elišku (provdanou Fleischmanovou) a syny Bernarda, Františka Josefa a Jiřího. Všechny děti byli již před válkou dospělé a nebydleli s rodiči v Proseči. Emil Kosiner zahynul spolu se svou manželkou v koncentračním táboře Malý Trostinec. |

## Slatiňany
| Obrázek | Nápis                                                                                          | Bydliště                                                | Odhalení       | Jméno, život |
| ------- | ---------------------------------------------------------------------------------------------- | ------------------------------------------------------- | -------------- | --- |
|         | ZDE ŽIL ERVÍN HERRMANN NAR. 1928 DEPORTOVÁN 1942 DO OSVĚTIMI ZAVRAŽDĚN 1943                    | T. G. Masaryka čp. 408 49°54′56″ s. š., 15°48′59″ v. d. | 15. srpna 2018 | Ervín Herrmann (*5. února 1928) Transport Cf (05. 12. 1942, Pardubice → Terezín), další Transport Cr (23. 01. 1943, Terezín → Osvětim) |
|         | ZDE ŽIL GUSTAV HERRMANN NAR. 1896 DEPORTOVÁN 1942 DO OSVĚTIMI ZAVRAŽDĚN 1943                   | T. G. Masaryka čp. 408 49°54′56″ s. š., 15°48′59″ v. d. | 15. srpna 2018 | Gustav Herrman (*11. června 1896) celá rodina se přestěhovala do Slatiňan z Chrudimi ještě před rokem 1939. Transport Cf (05. 12. 1942, Pardubice → Terezín), další Transport Cr (23. 01. 1943, Terezín → Osvětim) |
|         | ZDE ŽIL OTTO HERRMANN NAR. 1926 DEPORTOVÁN 1942 DO OSVĚTIMI ZAVRAŽDĚN 1943                     | T. G. Masaryka čp. 408 49°54′56″ s. š., 15°48′59″ v. d. | 15. srpna 2018 | Otto Herrmann (*20. dubna 1926) byl na studiích v Praze. Stejně však transportu neušel a setkal se s rodiči až v Terezíně. Transport Ba (10. 08. 1942, Praha → Terezín), další Transport Cr3 (23. 01. 1943, Terezín → Osvětim) |
|         | ZDE ŽILA VILMA HERRMANNOVÁ NAR. 1894 DEPORTOVÁNA 1942 DO OSVĚTIMI ZAVRAŽDĚNA 1943              | T. G. Masaryka čp. 408 49°54′56″ s. š., 15°48′59″ v. d. | 15. srpna 2018 | Vilma Herrmannová (*28. ledna 1894) Transport Cf (05. 12. 1942, Pardubice → Terezín), další Transport Cr (23. 01. 1943, Terezín → Osvětim) |
|         | ZDE ŽILA HELENA STRÁNSKÁ NAR. 1899 DEPORTOVÁNA 1942 DO OSVĚTIMI ZAVRAŽDĚNA 1944                | T. G. Masaryka čp. 117 49°55′10″ s. š., 15°48′50″ v. d. | 15. srpna 2018 | Helena Stránská se narodila 12. srpna 1899. Poslední bydliště před deportací byla v Slatiňany. Transport Cf (05. prosince 1942, z Pardubice do Terezína), další Transport Ev (28. 10. 1944, z Terezína do Osvětimi). Zahynula. |
|         | ZDE ŽIL PAVEL STRÁNSKÝ NAR. 1887 DEPORTOVÁN 1942 DO OSVĚTIMI ZAVRAŽDĚN 1944                    | T. G. Masaryka čp. 117 49°55′10″ s. š., 15°48′50″ v. d. | 15. srpna 2018 | Pavel Stránský (*29. června 1887) Transport Cf (05. 12. 1942, Pardubice → Terezín), další Transport Ev (28. 10. 1944, Terezín → Osvětim) |
|         | ZDE ŽIL EMIL KRAUS NAR. 1877 DEPORTOVÁN 1942 DO OSVĚTIMI ZAVRAŽDĚN 1943                        | Vítězství čp. 215 49°55′16″ s. š., 15°49′5″ v. d.       | 10. září 2019  | Emil Kraus se narodil 19. srpna 1877 v obci Smrček jako třetí dítě Hynka a Barbory Krausových. Rodiče přišli do Slatiňan v roce 1907 z Miřetic již bez dětí. Emil Kraus se do domu rodičů ve Slatiňanech přestěhoval zřejmě v roce 1938 z Rakouska, kde žil s rodinou nedaleko Grazu. Vystudoval chemii a v Rakousku provozoval továrnu na lihoviny, stejně jako jeho otec a bratr Jiří v Miřeticích. V roce 1938 byli již oba rodiče po smrti. Z Rakouska prchl z rodinou po anšlusu. S manželkou Marií rozenou Winternitzovou měl čtyři děti, syny Františka, Pavla a Bedřicha a dceru Annu. Tři děti Emila a Marie Krausových přežili válku v exilu. Emil, Marie a Bedřich byli deportováni do Terezína a Osvětimi, kde byli umístěni do tzv. rodinného tábora v Osvětimi-Březince. |
|         | ZDE ŽILA MARIE KRAUSOVÁ NAR. 1890 DEPORTOVÁNA 1942 DO OSVĚTIMI ZAVRAŽDĚNA 1943                 | Vítězství čp. 215 49°55′16″ s. š., 15°49′5″ v. d.       | 10. září 2019  | Marie Krausová rozená Winternitzová se narodila 1. května 1890. Provdala se za Emila Krause, se kterým měla čtyři děti. Velkou část života přožili v Rakousku nedaleko Grazu, kde její manžel provozoval továrnu na lihoviny. Do rodného Československa prchli po obsazení Rakouska. Spoelčně s manželem a nejmladším synem Bedřichem byla zavražděna v Osvětimi. |
|         | ZDE ŽIL BEDŘICH KRAUS NAR. 1923 DEPORTOVÁN 1942 DO OSVĚTIMI ZAVRAŽDĚN 1943                     | Vítězství čp. 215 49°55′16″ s. š., 15°49′5″ v. d.       | 10. září 2019  | Bedřich Kraus se narodil 5. srpna 1923 jako nejmladší syn Emila a Marie Krausových. Měl tři starší sourozence, kteří druhou světovou válku přežili. On s rodiči zahynul v Osvětimi. |
|         | ZDE ŽIL PHDR. LEV BORSKÝ ROZENÝ LEO BONDY NAR. 1883 DEPORTOVÁN 1942 DO OSVĚTIMI ZAVRAŽDĚN 1944 | Vítězství čp. 115 49°55′14″ s. š., 15°49′27″ v. d.      | 10. září 2019  | PhDr. Lev Borský rozený Leo Bondy se narodil 2. září 1883 v Kolíně. Byl významnou osobností první poloviny 20. století. Během první světové války byl Benešovým spolkupracovníkem v odboji a členem Státoprávní pokrokové strany. Po válce se stal prvním československým velvyslancem v Itálii. Působil také jako novinář. Rodina Bondyova pocházela z Rosic u Chrasti, což je nedaleko Slatiňan. Zřejmě proto zde Lev Borský hledal útočiště. Bydlel v domě JUDr. Josefa Jandy, zvaném též "Zámeček“ (dnešní Sluneční dům). Konvertoval od judaismu ke křesťanství, zároveň si pozměnil jméno. Ani to mu život nezachránilo. Byl deportován do Terezína a poté do Osvětimi, kde byl zavražděn.                                                                                       |
|         | ZDE ŽILA SOFIE WOHRYZKOVÁ NAR. 1852 DEPORTOVÁNA 1942 DO TEREZÍNA ZAVRAŽDĚNA 1. 2. 1942         | T. G. Masaryka čp. 129 49°55′8″ s. š., 15°48′53″ v. d.  | 10. září 2019  | Sofie Wohryzková rozená Baldgerová se narodila 19. června 1852 v Heřmanově Městci. Byla zavražděna 1. února 1943 v Terezíně. |

## Svitavy
| Obrázek | Nápis | Bydliště           | Odhalení | Jméno, život |
| ------- | --- | ------------------ | -------- | --- |
|         | ZDE ŽIL ARNOŠT FREUND NAR. 1911 DEPORTOVÁN 1941 DO TEREZÍNA ZAVRAŽDĚN 1942 V TÁBOŘE IZBICA                             | Náměstí Míru č. 97 |          | Arnošt Freund (* 23. září 1911) byl deportován 2. prosince 1941 transportem G z Brna do KT Terezína, 25. května 1942 transportem Az pak dále do Ghetta Izbica u Lublinu. Zavražděn zřejmě v tomto táboře. |
|         | ZDE ŽIL EMIL FREUND NAR. 1878 DEPORTOVÁN 1942 DO TEREZÍNA ZAVRAŽDĚN 1942 V OSVĚTIMI                                    | Náměstí Míru č. 97 |          | Emil Freund (* 1. září 1878 v Ubušíně), byl deportován 19. března 1942 transportem Ac z Brna do KT Terezína, 27. dubna 1942 transportem Aq pak dále do Ghetta Izbica u Lublinu. Zavražděn zřejmě v tomto táboře. |
|         | ZDE ŽILA LOUISE HERMANOVÁ ROZ. FREUNDOVÁ NAR. 1916 DEPORTOVÁNA 1942 DO TEREZÍNA OSVĚTIMI A BERGEN-BELSENU PŘEŽILA      | Náměstí Míru č. 97 |          | Louise Hermanová (* 8. května 1916, Svitavy) vystudovala po reálce ve Svitavách Montessorskou školu v Praze, musela však jako židovka natoupit službu jako vychovatelka v soukromých rodinách. 24. dubna 1942 byla deportována do KT Terezína, kde se starala o děti; 18. prosince 1943 pak byla transportována dále do KT Auschwitz. Začátkem července roku 1944 byla transportována do polských Krzystkowic, kde se nacházel pobočný tábor KT Gross-Rosen - KT Christianstadt. Přibližně v únoru 1945 nastoupila pochod smrti z Krzystkowic do Flossenbürgu, v březnu t. r. skončila v KT Bergen-Belsen až do osvobození anglickou armádou. Zde onemocněla tyfem, do Prahy se vrátila až 14. července 1945. |
|         | ZDE ŽIL MUDR. ALBERT MELLER NAR. 1890 DEPORTOVÁN 1943 DO TEREZÍNA ZAVRAŽDĚN 1943 V OSVĚTIMI                            | Náměstí Míru č. 13 |          | Albert Meller (* 9.1.1890) byl deportován 13. července 1943 transportem Di z Prahy do KT Terezína, 6. září 1943 transportem Dl pak dále do KT Auschwitz. Zavražděn zřejmě v tomto táboře. |
|         | ZDE ŽILA MUDR. OLGA MELLEROVÁ NAR. 1897 DEPORTOVÁNA 1943 DO TEREZÍNA ZAVRAŽDĚNA 1943 V OSVĚTIMI                        | Náměstí Míru č. 13 |          | Olga Mellerová (* 13. května 1897) byla deportována 13. července 1943 transportem Di z Prahy do KT Terezína, 6. září 1943 transportem Dl pak dále do KT Auschwitz. Zavražděna zřejmě v tomto táboře. |
|         | ZDE ŽIL ALFRÉD NEUSTADTL NAR. 1889 DEPORTOVÁN DO DACHAU A ODTUD DO MAUTHAUSENU ZAVRAŽDĚN 27. 11. 1940 V MAUTHAUSENU    | Náměstí Míru č. 8  |          | Alfred Neustadtl (* 1889) |
|         | ZDE ŽIL ZIKMUND WINTERNITZ NAR. 7. 5. 1867 DEPORTOVÁN DO TEREZÍNA 1942 A ODTUD DO TREBLINKY ZAVRAŽDĚN 1942 V TREBLINCE | Náměstí Míru č. 56 |          | Zikmund Winternitz. Narozen 7. května 1867, byl soukromníkem. Transport Ac, č. 808 (19.03.1942, Brno → Terezín), transport Bv, č. 479 (15.10.1942, Terezín → Treblinka), zahynul. |
|         | ZDE ŽIL OSCAR BEER NAR. 7. 7. 1879 DEPORTOVÁN ROKU 1941 DO TEREZÍNA A ODTUD DO RIGY ZAVRAŽDĚN 1942 V RIZE              | Náměstí Míru č. 41 |          | Oscar Beer (*7. července 1879) ve městě působil jako advokát. Byl zavražděn v Rize. |

## Ústí nad Orlicí
| Obrázek | Nápis | Bydliště                                                                 | Odhalení         | Jméno, život      |
| ------- | --- | ------------------------------------------------------------------------ | ---------------- | ----------------- |
|         | ZDE ŽIL RUDOLF FREUND NAR. 7. 10. 1884 DEPORTOVÁN 5. 12. 1942 DO TEREZÍNA ZAVRAŽDĚN 1944 V OSVĚTIMI                              | Rychnovská (dnes Mistra Jaroslava Kociana) čp. 81 (dům dnes již nestojí) | 2. prosince 2024 | Rudolf Freund     |
|         | ZDE ŽILA MARTA FREUNDOVÁ ROZ. FREUNDOVÁ NAR. 26. 4. 1891 DEPORTOVÁNA 5. 12. 1942 DO TEREZÍNA ZAVRAŽDĚNA 1944 V OSVĚTIMI          | Rychnovská (dnes Mistra Jaroslava Kociana) čp. 81 (dům dnes již nestojí) | 2. prosince 2024 | Marta Freundová   |
|         | ZDE ŽIL OSKAR SGALL NAR. 28. 3. 1893 DEPORTOVÁN 1943 DO TEREZÍNA ZAVRAŽDĚN 7. 3. 1943 V OSVĚTIMI                                 | Komenského čp. 156                                                       | 2. prosince 2024 | JUDr. Oskar Sgall |
|         | ZDE ŽIL RUDOLF PICK NAR. 20. 12. 1886 DEPORTOVÁN 5. 12. 1942 DO TEREZÍNA ZAVRAŽDĚN 1943 V OSVĚTIMI                               | Rašínova čp. 123 (dnes Tomáše Garrigue Masaryka)                         | 2. prosince 2024 | Rudolf Pick       |
|         | ZDE ŽILA FRANTIŠKA PICKOVÁ ROZ. FANTLOVÁ NAR. 9. 7. 1893 DEPORTOVÁNA 5. 12. 1942 DO TEREZÍNA ZAVRAŽDĚNA 1943 V OSVĚTIMI          | Rašínova čp. 123 (dnes Tomáše Garrigue Masaryka)                         | 2. prosince 2024 | Františka Picková |
|         | ZDE ŽIL ALFRED PICK NAR. 3. 8. 1919 DEPORTOVÁN 5. 12. 1942 DO TEREZÍNA ZAVRAŽDĚN 1943 V OSVĚTIMI                                 | Rašínova čp. 123 (dnes Tomáše Garrigue Masaryka)                         | 2. prosince 2024 | Alfred Pick       |
|         | ZDE ŽILA AMÁLIE PICKOVÁ ROZ. JEITELESOVÁ NAR. 25. 12. 1863 DEPORTOVÁNA 5. 12. 1942 DO TEREZÍNA ZAVRAŽDĚNA 31. 5. 1943 V OSVĚTIMI | V příkopě (dnes Příkopy) čp. 99                                          | 2. prosince 2024 | Amálie Picková    |

## Vysoké Mýto
| Obrázek | Nápis | Bydliště                                                          | Odhalení      | Jméno, život |
| ------- | --- | ----------------------------------------------------------------- | ------------- | --- |
|         | ZDE ŽIL JIŘÍ SVOBODA STUDENT GYMNÁZIA NAR. 31.10.1923 ZATČEN GESTAPEM POPRAVEN 15.4.1943 V BERLÍNĚ-PLÖTZENSEE                       | A. V. Šembery                                                     | 6. září 2019  | Jiří Svoboda |
|         | ZDE ŽIL MILOSLAV SVOBODA STUDENT GYMNÁZIA NAR. 28.8.1923 ZATČEN GESTAPEM POPRAVEN 15.4.1943 V BERLÍNĚ-PLÖTZENSEE                    | Kpt. Poplera čp. 73 49°57′16″ s. š., 16°10′4″ v. d.               | 6. září 2019  | Miloslav Svoboda |
|         | ZDE ŽILA HANA FRISCHMANNOVÁ NAR. 1896 DEPORTOVÁNA 1942 DO TEREZÍNA ZAVRAŽDĚNA 1943 V OSVĚTIMI                                       | Litomyšlská čp. 55 49°56′59″ s. š., 16°9′35″ v. d.                | 1. září 2020  | Hana Frischmannová se narodila 13. listopadu 1896 v Nových Hradech. Byla dcerou pekaře Moritze Pfeifera. V roce 1920 si vzala obchodníka Alfréda Frischmanna, s nímž měla dva syny Františka a Jiřího. V roce 1931 ovdověla, Alfréd zemřel na zánět slepého střeva. Dál ale ve Vysokém Mýtě provozovala vyšívačkou firmu a prodejnu textilního zboží. Firmu stihla před zabavením prodat, transportu do koncentračního tábora se ale nevyhnula. |
|         | ZDE ŽIL FRANTIŠEK FRISCHMANN NAR. 1921 DEPORTOVÁN 1942 DO TEREZÍNA ZAVRAŽDĚN 13.2.1943 V OSVĚTIMI                                   | Litomyšlská čp. 55 49°56′59″ s. š., 16°9′35″ v. d.                | 1. září 2020  | František Frischmann se narodil 18. září 1921 do rodiny Alfréda a Hany Frischmannových. Byl talentovaným sportovcem a skautem. V roce 1940 odmaturoval na gymnáziu ve Vysoké Mýtě. Emigrovat již nestihl a dobrovolně nastoupil do transportu do Osvětimi, protože nechtěl opustit matku. František Frischmann byl po válce oceněn zlatým stupněm Junáckého kříže za statečnost. |
|         | ZDE ŽIL JIŘÍ FRISCHMANN NAR. 1922 DEPORTOVÁN 1942 DO TEREZÍNA 1943 DO OSVĚTIMI DO SACHSENHAUSENU OSVOBOZEN                          | Litomyšlská čp. 55 49°56′59″ s. š., 16°9′35″ v. d.                | 1. září 2020  | Jiří Frischmann se narodil 24. listopadu 1922 do rodiny Alfréda a Hany Frischmannových. Stejně jako bratr František byl skautem. Před válkou nestihl odmaturovat a spolu s bratrem pracovali na stavbě vodovodu. V Terezíně i v Osvětimi se uplatnil jako ošetřovatel a vychovatel malých dětí. Osvobození se dočkal v Sachsenhausenu, odkud poslal přihlášku na Filozofickou fakultu Univerzity Karlovy. Po válce přijal jméno Franěk, odmaturoval a vystudoval češtinu a ruštinu a nadále působil na filozofické fakultě v Praze. Po okupaci vojsky Varšavské smlouvy byl nucen z fakulty odejít na pracoval na dráze. Po revoluci byl rehabilitován a jmenován profesorem. Zemřel 30. prosince 2007. |
|         | ZDE ŽIL OTTO SCHWARZ NAR. 1912 DEPORTOVÁN 1942 DO TEREZÍNA SCHWARZHEIDE OSVOBOZEN V TEREZÍNĚ                                        | Vladislavova čp. 86 49°57′13″ s. š., 16°9′47″ v. d.               | 12. září 2021 | Otto Schwarz se narodil v roce 1912 v Luži. Jeho rodina tam vlastnila továrnu na ruční vyšívání. Po návratu z koncentračního tábora chtěl tuto firmu obnovit. Doba tomu ale nepřála a s manželkou a synem Janem odešli od Izraele. |
|         | ZDE ŽILA EVA SCHWARZOVÁ ROZ. PICKOVÁ NAR. 1918 DEPORTOVÁNA 1942 DO TEREZÍNA 1944 DO OSVĚTIMI, NEUENHAMME, BERGEN-BELSENU OSVOBOZENA | Vladislavova čp. 86 49°57′13″ s. š., 16°9′47″ v. d.               | 12. září 2021 | Eva Schwarzová rozená Picková se narodila v roce 1918 ve Vysokém Mýtě. Byla dcerou Karla a Olgy Pickových. Její otec se války nedožil a matka a bratr zemřeli v koncentračních táborech. |
|         | ZDE ŽILA OLGA PICKOVÁ ROZ. BREITENFELDOVÁ NAR. 1887 DEPORTOVÁNA 1942 DO TEREZÍNA 1943 DO OSVĚTIMI ZAVRAŽDĚNA                        | Vladislavova čp. 86 49°57′13″ s. š., 16°9′47″ v. d.               | 12. září 2021 | Olga Picková rozená Breitenfeldová se narodila 18. srpna 1887. Provdala se za Arnošta Picka. Jeho rodiny vlastnila ve Vysokém Mýtě továrnu a obchod s likéry a lihovinami. Společně měli tři děti, syny Pavla a Karla a dceru Evu. Pavel zemřel pravděpodobně jako dítě, Karel zemřel v koncentračním táboře a Eva provdaná Schwarzová druhou světovou válku přežila. |
|         | ZDE ŽIL KAREL PICK NAR. 1916 DEPORTOVÁN 1942 DO TEREZÍNA 1943 DO OSVĚTIMI ZAVRAŽDĚN                                                 | Vladislavova čp. 86 49°57′13″ s. š., 16°9′47″ v. d.               | 12. září 2021 | Karel Pick se narodil 30. června 1916 do rodiny Arnošta a Olgy Pickových. V roce 1935 odmaturoval na gymnáziu ve Vysokém Mýtě. Několik měsíců pobýval v přeškolovacím táboře v Lípě u Havlíčkova Brodu, stejně jako Bedřich Koblitz. Zde se měli mladíci židovského původu učit práci v zemědělství pod záminkou budoucího vystěhování do Palestiny, ke kterému ale nedošlo. |
|         | ZDE ŽILA IDA PICKOVÁ ROZ. WEISSOVÁ NAR. 1890 DEPORTOVÁNA 1942 DO SVATOBOŘIC, TEREZÍNA 1943 DO OSVĚTIMI ZAVRAŽDĚNA 8.3.1944          | Vladislavova čp. 86 49°57′13″ s. š., 16°9′47″ v. d.               | 12. září 2021 | Ida Picková rozená Weissová se narodila 5. ledna 1890. Provdala se za Bohumila Picka s nímž měla dvě děti, syna Ottu a dceru Hanu. Syn stihl emigrovat od Velké Británie, kde v řadách RAF pracoval jako tlumočník. Kvůli jeho emigraci a působení v zahraničních odboji byly jeho matka i sestra internovány v táboře ve Svatobořicích. Propuštěny byly obě s podlomeným zdravím, tak aby prakticky ihned nastoupily do transportu do Terezína. |
|         | ZDE ŽILA HANA PICKOVÁ NAR. 1918 DEPORTOVÁNA 1942 DO SVATOBOŘIC, TEREZÍNA 1943 DO OSVĚTIMI ZAVRAŽDĚNA 8.3.1944                       | Vladislavova čp. 86 49°57′13″ s. š., 16°9′47″ v. d.               | 12. září 2021 | Hana Picková se narodila 20. března 1918 do rodiny Bohumila a Idy Pickových. Před transportem do Terezína byla ještě po dobu několika měsíců držena v internačním táboře ve Svatobořicích v rámci tzv. Akce E pro rodinné příslušníky emigrantů. |
|         | ZDE ŽILA BERTA ADLEROVÁ ROZ. ADLEROVÁ NAR. 1884 DEPORTOVÁNA 1942 DO TEREZÍNA 1943 DO OSVĚTIMI ZAVRAŽDĚNA                            | nám. Přemysla Otakara II. čp. 185 49°57′10″ s. š., 16°9′38″ v. d. | 23. září 2022 | Berta Adlerová rozená Adlerová se narodila 26. ledna 1884 v Pardubicích. V roce 1904 se provdala za Hugo Adlera. Společně měli čtyři děti: Zdeňka, Jiřího, Hanu a Karla. Rodina vlastnila obchod s textilním zbožím. Dcera Hana se provdala za inženýra Rudolfa Gottlieba z Pardubic, odkud byla také deportována do koncentračního tábora. Válku nepřežila, od roku 2021 má kámen zmizelých v Pardubicích. |
|         | ZDE ŽIL ZDENĚK ADLER NAR. 1909 DEPORTOVÁN 1942 DO TEREZÍNA 1943 DO OSVĚTIMI ZAVRAŽDĚN                                               | nám. Přemysla Otakara II. čp. 185 49°57′10″ s. š., 16°9′38″ v. d. | 23. září 2022 | Zdeněk Adler se narodil 24. dubna 1909 do rodiny Huga a Berty Adlerových. Vystudoval tkalcovskou školu a po smrti otce převzal obchod. |
|         | ZDE ŽIL JIŘÍ ADLER NAR. 1910 DEPORTOVÁN 1942 DO TEREZÍNA 1943 DO OSVĚTIMI ZAVRAŽDĚN                                                 | nám. Přemysla Otakara II. čp. 185 49°57′10″ s. š., 16°9′38″ v. d. | 23. září 2022 | Jiří Adler se narodil 31. srpna 1910 do rodiny Huga a Berty Adlerových. Přestože byl Jiří od narození hluchoněmý, v Praze se vyučil krejčím. |
|         | ZDE ŽIL KAREL ADLER NAR. 1917 DEPORTOVÁN 1942 DO TEREZÍNA 1943 DO OSVĚTIMI ZAVRAŽDĚN                                                | nám. Přemysla Otakara II. čp. 185 49°57′10″ s. š., 16°9′38″ v. d. | 23. září 2022 | Karel Adler se narodil 20. května 1917 do rodiny Huga a Berty Adlerových. Vystudoval obchodní akademii v Liberci. |
|         | ZDE ŽILA HERMÍNA VOHRYZKOVÁ ROZ. WEINEROVÁ NAR. 1877 DEPORTOVÁNA 1942 DO TEREZÍNA OSVOBOZENA                                        | Litomyšlská čp. 57 49°56′57″ s. š., 16°9′35″ v. d.                | 23. září 2022 | Hermína Vohryzková rozená Weinerová se narodila v roce 1877 v Přelouči. V roce 1899 se provdala za Maxe Vohryzka. Společně přivedli na svět dvě děti, syna Otu a dceru Annu. Provozovali obchod se železem ve Vysokém Mýtě. Max Vohryzek zemřel ještě před nástupem do transportu v roce 1941. Dcera Anna se transportu vyhnula kvůli smíšenému manželství s filmovým kritikem Karlem Smržem. Hermína se dožila konce války v Terezíně, kde byla osvobozena, zbytek života bydlela u své dcery Anny v Praze. Zemřela v roce 1973 a dožila se tedy úctyhodného věku 96 let. Její vnučkou byla česká psycholožka Hana Junová.                                                                             |
|         | ZDE ŽIL OTA VOHRYZEK NAR. 1901 DEPORTOVÁN 1942 DO TEREZÍNA 1943 DO OSVĚTIMI BUCHENWALDU OSVOBOZEN                                   | Litomyšlská čp. 57 49°56′57″ s. š., 16°9′35″ v. d.                | 23. září 2022 | Ota Vohryzek se narodil v roce 1901 do rodiny Maxe a Hermíny Vohryzkových. Vystudoval ČVUT v Praze. Pracoval pro plzeňskou Škodovku a věnoval se i vlastním vynálezům. Ota Vohryzek přežil Terezín, Osvětim, Buchenwald a pochod smrti, na kterém byl osvobozen. Po válce se přestěhoval k sestře Anně do Prahy. Po smrti matky a sestry se ke konci života vrátil do Vysokého Mýta, kde si přál být pohřben. |
|         | ZDE ŽILA REGINA MÄNDLOVÁ ROZ. BERGEROVÁ NAR. 1866 DEPORTOVÁNA 1942 DO TEREZÍNA 1943 DO OSVĚTIMI ZAVRAŽDĚNA                          | náměstí Přemysla Otakara II. čp. 187                              | 7. září 2023  | Regina Mändlová se narodila 3. ledna 1866 ve Vysokém Mýtě do rodiny Tobiáše a Terezie Bergerových. Měla celkem deset sourozenců, dva starší a sedm mladších. Provdala se za Ludvíka Mändla, se kterým měla tři děti. Bohužel jen jediná dcera se dožila dospělosti, ale tragicky zemřela po nákaze v manželově lékařské ordinaci. Regina Mändlová převzala po rodičích obchod s textíliemi. |
|         | ZDE ŽIL JUDR. FRANTIŠEK BERGER NAR. 1882 DEPORTOVÁN 1942 DO TEREZÍNA 1943 DO OSVĚTIMI ZAVRAŽDĚN                                     | náměstí Přemysla Otakara II. čp. 98                               | 7. září 2023  | František Berger se narodil 27. června 1882 v Litomyšli. Byl synem sestry Reginy Mändlové Barbary. Vystudoval práva na Karlově univerzitě v Praze a poté se přestěhoval do Vysokého Mýta, kde provozoval advokátskou praxi. |
|         | ZDE ŽIL KAREL KOBLITZ NAR. 1885 DEPORTOVÁN 1942 DO TEREZÍNA 1943 DO OSVĚTIMI ZAVRAŽDĚN                                              | Pražská čp. 86 49°57′17″ s. š., 16°9′25″ v. d.                    | 7. září 2023  | Karel Koblitz se narodil 23. srpna 1885. |
|         | ZDE ŽILA VILEMÍNA KOBLITZOVÁ NAR. 1887 DEPORTOVÁNA 1942 DO TEREZÍNA 1943 DO OSVĚTIMI ZAVRAŽDĚNA                                     | Pražská čp. 86 49°57′17″ s. š., 16°9′25″ v. d.                    | 7. září 2023  | Vilemína Koblitzová rozená Weissová se narodila v roce 1887. |
|         | ZDE ŽIL JUDR. BEDŘICH KOBLITZ NAR. 1911 DEPORTOVÁN 1942 DO TEREZÍNA DO OSVĚTIMI ZAVRAŽDĚN                                           | Pražská čp. 86 49°57′17″ s. š., 16°9′25″ v. d.                    | 7. září 2023  | Bedřich Koblitz se narodil 24. května 1911 ve Vysdokém Mýtě. V roce 1936 absolvoval práva na Karlově univerzitě v Praze. Několik měsíců pobýval na přeškolovacím táboře v Lípě u Havlíčkova Brodu mj. ve společnosti Karla Picka. Zde se měli mladíci židovského původu učit práci v zemědělství pod záminkou budoucího vystěhování do Palestiny, ke kterému ale nedošlo. |
|         | ZDE ŽIL JAN KOBLITZ NAR. 1916 DEPORTOVÁN 1942 DO TEREZÍNA 1943 DO OSVĚTIMI ZAVRAŽDĚN                                                | Pražská čp. 86 49°57′17″ s. š., 16°9′25″ v. d.                    | 7. září 2023  | Jan (Hanuš) Koblitz se narodil 6. července 1916. Ve Vysokém Mýtě studoval gymnázium a obchodní školu. Byl jazykově nadaný a pravděpodobně pracoval ve firmě svých rodičů. |